# Scarlett Johansson
Scarlett Ingrid Johansson (Nueva York, 22 de noviembre de 1984) es una actriz estadounidense de origen danés que también se ha desempeñado de manera eventual como cantante, productora, modelo y empresaria. Establecida como la actriz mejor remunerada de la industria en 2018 y 2019, figuró en múltiples ocasiones en las listas anuales de Forbes, además de ser citada por la revista Time como una de las personalidades más influyentes del mundo. En 2025 sus películas con papel protagonista totalizaron más de 15 mil millones de dólares recaudados, lo que la convirtió hasta ese momento en la estrella de cine más taquillera de la historia. Asimismo, ha sido acreedora de numerosos reconocimientos resultantes de su rendimiento interpretativo, incluido un premio Tony y un premio BAFTA, así como nominaciones a dos premios Óscar y cinco Globos de Oro.
Comenzó a mostrar interés en las artes escénicas desde edad temprana y, a lo largo de su infancia y adolescencia, recibió formación actoral en distintos centros de enseñanza. Hizo su debut cinematográfico con la comedia fantástica North (1994) y consiguió su primer protagónico a los once años de edad con la cinta Manny & Lo (1996). Fue obteniendo la atención de los expertos por su labor en The Horse Whisperer (1998) y Ghost World (2001), y adquirió notoriedad internacional en su transición a personajes adultos gracias a Lost in Translation (2003). Seguidamente, recibió elogios por sus interpretaciones de sirvienta en Girl with a Pearl Earring (2003), de adolescente problemática en A Love Song for Bobby Long (2004) y de joven seductora en Match Point (2005). Esta última marcó su primera colaboración con Woody Allen, quien más tarde la dirigió en Scoop (2006) y Vicky Cristina Barcelona (2008). Otros trabajos de este período incluyen las adaptaciones de época The Prestige (2006) y The Other Boleyn Girl (2008). Incursionó en el panorama musical con la publicación de los álbumes Anywhere I Lay My Head (2008) y Break Up (2009), que ingresaron al Billboard 200 de los Estados Unidos, y en 2010 debutó en el teatro de Broadway con la reposición de la obra Panorama desde el puente.
Johansson logró mayor reconocimiento a nivel global al dar vida a Viuda Negra en el Universo cinematográfico de Marvel, personaje con el que tuvo una primera aparición en Iron Man 2 (2010) y que repetiría hasta en ocho entregas adicionales, como The Avengers (2012), Capitán América: Civil War (2016), Avengers: Infinity War (2018), Avengers: Endgame (2019) y hasta su propia película, Black Widow (2021), que generaron elevadas ganancias en taquilla. Durante esta etapa, actuó en los filmes de ciencia ficción Under the Skin (2013) y Lucy (2014). En 2019, recibió ovación de la crítica en virtud de sus intervenciones en Historia de un matrimonio como protagonista y en Jojo Rabbit con un papel secundario. En años posteriores continuó compaginando títulos de cine de autor como Asteroid City (2023) de Wes Anderson con los de alto perfil comercial como Jurassic World Rebirth (2025) de la franquicia Parque Jurásico. Como actriz de voz, ha participado en Bob Esponja: La película (2004), Her (2013), Sing (2016), El libro de la selva (2016) y Transformers One (2024), entre otros títulos.
Etiquetada como símbolo sexual, varios medios de comunicación han hecho referencia a Johansson como una de las mujeres más atractivas del mundo. Fuera de su carrera, es una destacada patrocinadora de marcas y ha apoyado a distintas asociaciones benéficas en contra del cáncer, la pobreza y el acoso sexual a la mujer. Divorciada del actor Ryan Reynolds y del empresario Romain Dauriac, está casada con el comediante Colin Jost desde 2020. Tiene dos hijos: Rose Dorothy Dauriac y Cosmo Jost.

## Familia e infancia

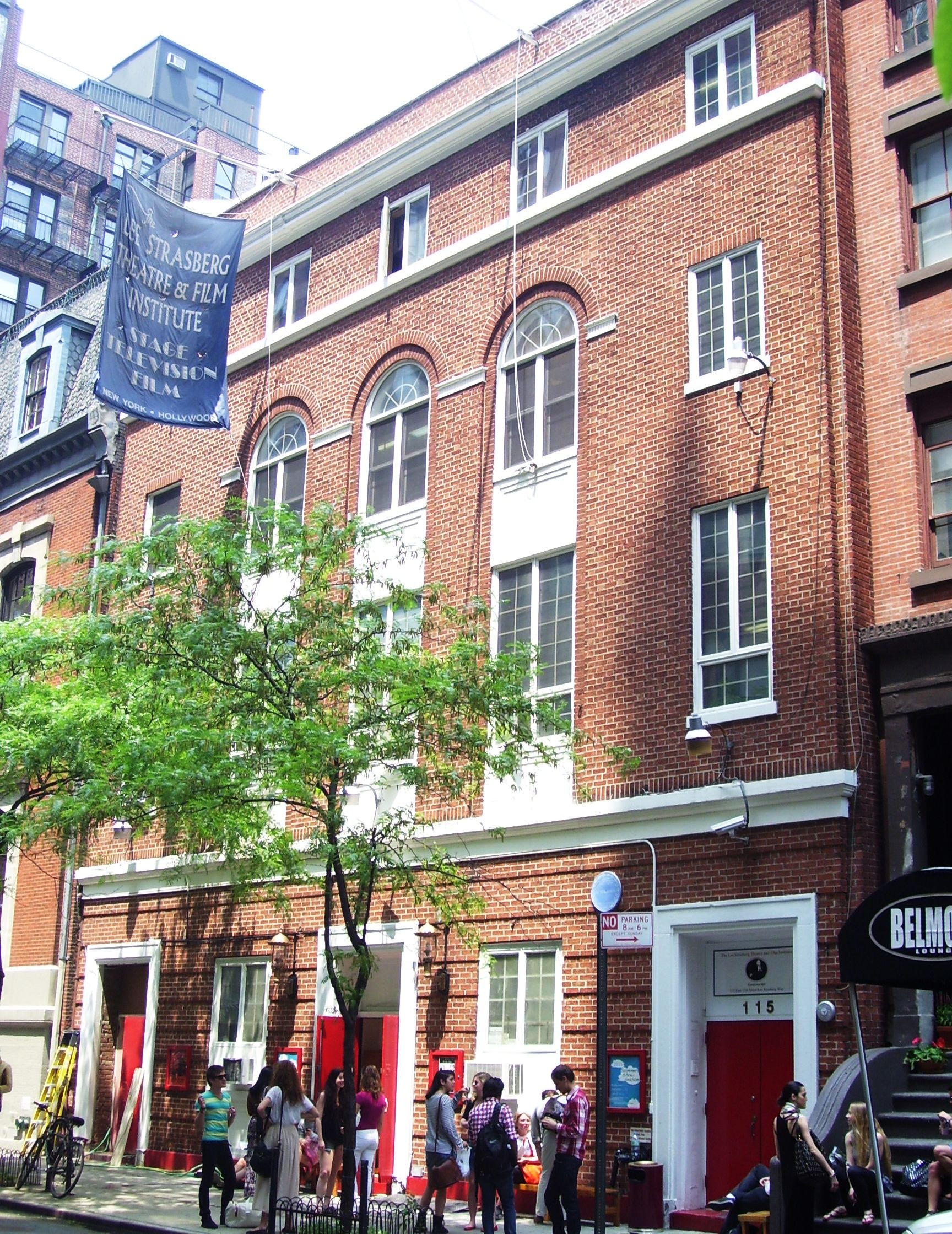
En su infancia, Johansson se matriculó en el Instituto de Teatro y Cine Lee Strasberg.

Scarlett Ingrid Johansson nació el 22 de noviembre de 1984 en el distrito de Manhattan de la ciudad de Nueva York. Su padre, Karsten Olaf Johansson, es un arquitecto danés originario de Copenhague, Dinamarca, y su abuelo paterno, Ejner Johansson, fue un historiador del arte, guionista y director cinematográfico con ascendencia sueca. Su madre, Melanie Sloan, una productora neoyorquina, proviene de una familia de origen judío asquenazí que huyó de Polonia y Rusia, originalmente de apellido Schlamberg. Tiene dos hermanos mayores, Vanessa y Adrian, un hermano mellizo llamado Hunter y un medio hermano mayor, Christian, del primer matrimonio de su padre. Vanessa se dedica también a la actuación y con Hunter, quien nació tres minutos después de ella, llegaría a compartir créditos en pantalla. Sus padres se divorciaron cuando ella tenía trece años de edad y, tiempo más tarde, su madre adoptó una niña de origen etíope, Fenan. Posee doble nacionalidad: estadounidense y danesa. En 2017, descubrió en el transcurso de una emisión de Finding Your Roots, programa de la cadena pública estadounidense PBS, que el hermano y la familia de su bisabuelo materno murieron durante el Holocausto en el gueto de Varsovia.
Vinculada desde la cuna al mundo del cine, su nombre se inspira en la carismática Scarlett O'Hara del clásico Lo que el viento se llevó (1939), película favorita de su madre. Junto con su hermano mellizo, asistió a la PS 41, una escuela primaria pública situada en el barrio de clase media alta de Greenwich Village, en Manhattan. Desarrolló un apego especial con su abuela materna, Dorothy Sloan, maestra de escuela; compartían mucho tiempo juntas y Johansson la consideraba su mejor amiga. Interesada en las artes escénicas desde edad temprana, a menudo imponía actividades de canto y baile a su familia. Mostraba especial predilección por el teatro musical. Tomó lecciones de claqué y afirmó que sus padres apoyaron su decisión de convertirse en actriz. Ha descrito su infancia como muy común.
Ya desde pequeña, practicaba la interpretación mirándose en un espejo hasta conseguir llorar, con la idea de imitar a Judy Garland en Meet Me in St. Louis (1944). Pese a quedar devastada a los siete años cuando un agente de talentos contrató a uno de sus hermanos en lugar de a ella, decidió convertirse en actriz de todos modos. Se inscribió en el Instituto de Teatro y Cine Lee Strasberg y empezó a presentarse en audiciones para comerciales, aunque pronto perdió el interés: «No quería promocionar Wonder Bread». Cambiando su enfoque al cine y teatro, tuvo lugar su primera aparición teatral en la obra off-Broadway Sophistry junto con Ethan Hawke, en la que tenía dos líneas de guion. Alrededor de este período, comenzó a estudiar en la Professional Children's School, una institución educativa privada en Manhattan para aspirantes a actores infantiles.

## Carrera actoral

### Primeros trabajos y avances (1994-2002)
A la edad de nueve años, Johansson hizo su debut cinematográfico como la hija de John Ritter en la comedia fantástica North (1994). Declaró que, cuando se encontraba en el set de rodaje, sabía intuitivamente cómo desenvolverse. Más tarde, interpretó papeles secundarios como la hija de los personajes de Sean Connery y Kate Capshaw en el filme de suspenso y misterio Just Cause (1995), y una estudiante de arte en If Lucy Fell (1996). Su primer papel protagonista fue como Amanda, la hermana menor de una adolescente embarazada que huye de su hogar de acogida en Manny & Lo (1996) junto con Aleksa Palladino y su hermano mellizo. Su caracterización recibió críticas positivas: una reseña del San Francisco Chronicle señaló que «[la película] te termina gustando, en gran parte debido al encanto de [...] Scarlett Johansson», mientras que el crítico Mick LaSalle, escribiendo para el mismo periódico, puso de relieve su «aura pacífica» en la convicción de que «si puede atravesar la pubertad con esa aura imperturbable, podría convertirse en una actriz importante». Su actuación le valió una nominación a los premios Independent Spirit como mejor actriz.
Luego de apariciones menores en el drama romántico Fall (1997), donde tenía una sola frase, y en la comedia infantil Home Alone 3 (1997) como la hermana mayor del protagonista, atrajo la atención de los especialistas por su desempeño en The Horse Whisperer (1998), coprotagonizada y dirigida por Robert Redford. Basada en la novela homónima de Nicholas Evans publicada en 1995, la cinta cuenta la historia de un talentoso entrenador de caballos contratado para ayudar a una adolescente herida y sanar a su caballo tras un accidente. En su séptimo papel en el cine, su nombre figuró de manera individual en los créditos iniciales. Para Redford no pasó inadvertida su prematura madurez en el rodaje, sobre la que manifestó que «tiene trece años, pero podría cumplir treinta mañana mismo». Todd McCarthy, de Variety, consideró que la joven «transmite convincentemente la incomodidad de su edad y el dolor interior de una chica despreocupada, repentinamente abatida por un horrible acontecimiento». Por su trabajo actoral, recibió una nominación de la Asociación de Críticos de Cine de Chicago a la actriz más prometedora. La intérprete comentó que la película había cambiado muchas cosas en su vida y, gracias a ella, comprendió que la actuación es la capacidad de manipular las propias emociones. También resaltó la dificultad de conseguir papeles ingeniosos durante la adolescencia debido a que los adultos escribían los guiones y «retratan a los niños como ratas de centro comercial y... los niños y adolescentes simplemente no están siendo retratados con ninguna profundidad real».
En 1999 protagonizó la comedia infantil de fantasía My Brother the Pig y en 2001 desempeñó un papel secundario en el filme neo-noir The Man Who Wasn't There de los hermanos Coen. Logró otro importante avance en su carrera con la caracterización de Rebecca Doppelmeyer, una marginada cínica en la comedia negra Ghost World (2001) dirigida por Terry Zwigoff, adaptación de la novela gráfica de Daniel Clowes del mismo nombre. Johansson participó en la audición a través de una cinta desde Nueva York, y Zwigoff creyó que era «una persona única, excéntrica y adecuada para ese papel», a pesar de que tuvo «grandes dificultades para convencer a todo el mundo» en cuanto a su elección. Ghost World se estrenó en el Festival Internacional de Cine de Seattle de 2001 y, aunque resultó un fracaso de taquilla, desde entonces ha desarrollado un estatus de película de culto. El papel le valió elogios de la crítica del Austin Chronicle, que destacó su «sensibilidad y talento no acordes con su edad», y ganó el premio de la Asociación de Críticos de Cine de Toronto a la mejor actriz de reparto.
Ese mismo año interpretó a Suzanne Sandor, una adolescente rebelde, en el drama biográfico La pesadilla de Susi, escrito y dirigido por Éva Gárdos, donde se cuenta la historia de una familia húngaro-estadounidense. Ganó el premio Young Artist a la mejor actriz principal en cine, compartido con Emma Watson. Con David Arquette apareció en Eight Legged Freaks (2002), comedia de terror que narra la transformación de unas arañas en gigantescas criaturas depredadoras, producida por contacto con desechos tóxicos. Una vez obtenida su graduación en la Professional Children's School ese año, intentó matricularse en la Tisch School of the Arts de la Universidad de Nueva York, pero fue rechazada y decidió centrarse en su carrera cinematográfica.

### Transición a papeles de adultos (2003-2004)
Realizó la transición de papeles adolescentes a adultos con sus dos interpretaciones de 2003: en la comedia dramática Lost in Translation y en el drama Girl with a Pearl Earring. En la primera, dirigida por Sofia Coppola y junto a Bill Murray, personificó a Charlotte, una recién casada solitaria y apática. Coppola había fijado la atención en ella por primera vez cuando la descubrió en Manny & Lo y la comparó con una joven Lauren Bacall; la directora basó la historia de la película en la relación entre Bacall y Humphrey Bogart en The Big Sleep (1946). La filmación resultó complicada para Johansson, aunque encontró distinta la experiencia de trabajar con una directora gracias a la capacidad de Coppola para empatizar con ella.
Producida con un presupuesto de cuatro millones de dólares, Lost in Translation recaudó 118 millones en taquilla y recibió la aclamación de la crítica. Roger Ebert confesó que amaba la película y describió las actuaciones de los dos protagonistas como «maravillosas». Entertainment Weekly escribió sobre la «serenidad envolvente y reparadora» de Johansson y el New York Times publicó que «a los dieciocho años, la actriz convence interpretando a una mujer de veinticinco años de edad mediante el uso de su voz ronca para probar el nivel de acidez en el aire. [...] La Srta. Johansson no es una intérprete tan consumada como el Sr. Murray, pero la Srta. Coppola soluciona esto con el uso de la simplicidad y curiosidad de Charlotte como claves para su personaje». La actuación le valió el premio BAFTA como mejor actriz en un papel principal y una nominación al Globo de Oro como mejor actriz en comedia o musical. También recibió nominaciones de diversas organizaciones de expertos, tales como la Asociación de la Elección de la Crítica Cinematográfica o la Asociación de Críticos de Cine de Chicago.

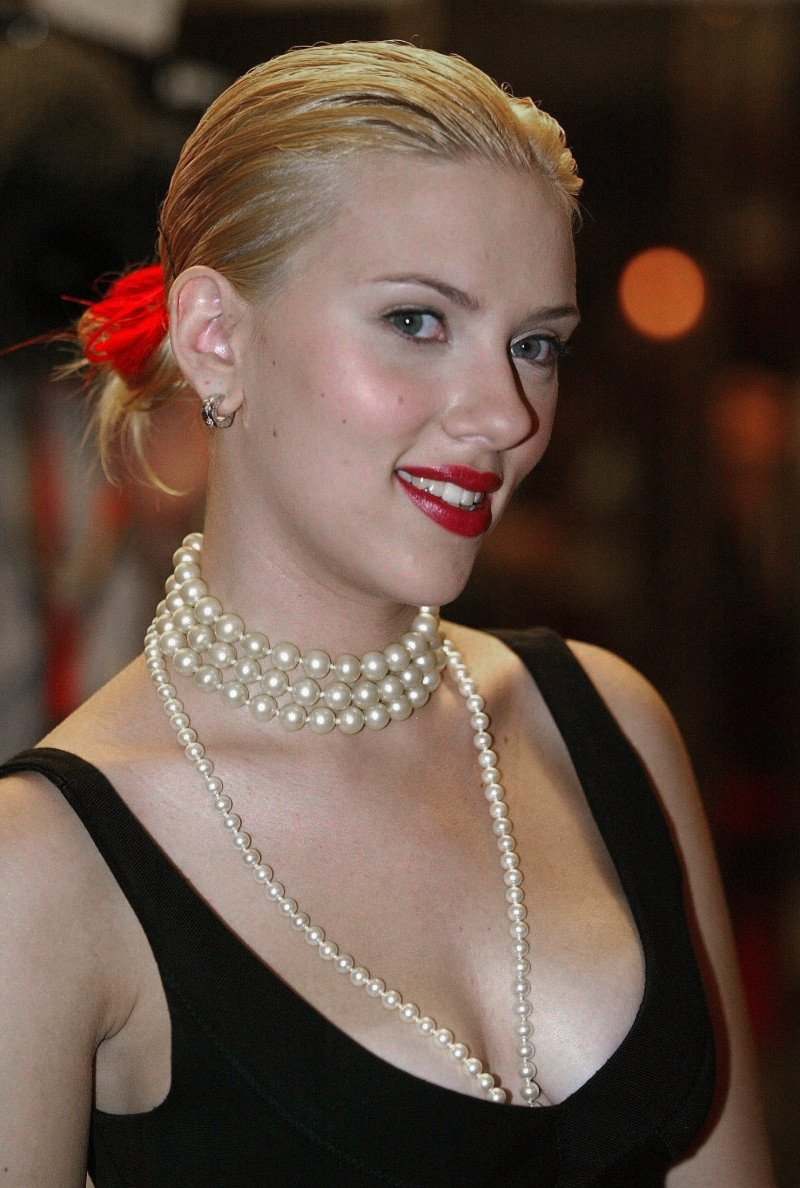
Johansson durante el estreno de Girl with a Pearl Earring, en el Festival Internacional de Cine de Toronto de 2003.

En Girl with a Pearl Earring de Peter Webber, basada en la novela del mismo título de Tracy Chevalier, interpretó a Griet, una joven sirvienta del siglo XVII de la casa del pintor holandés Johannes Vermeer, interpretado por Colin Firth. Webber entrevistó a 150 actrices antes de elegirla. Por su parte, ella se incorporó al rodaje en Luxemburgo de manera inmediata tras concluir la filmación de su anterior proyecto en Japón, con lo que dispuso de un tiempo exiguo de preparación. Encontró al personaje conmovedor aun cuando no leyó la novela, ya que pensó que era mejor abordar la historia desde un nuevo comienzo. El drama histórico recibió críticas positivas y fue rentable en taquilla. Anthony Lane pensaba que su presencia mantenía la película «viva», y expuso en su artículo para The New Yorker: «A menudo está callada y próxima a mostrarse plana en pantalla, pero espera al ardor con el que puede convocar un primer plano y florecer bajo su mirada; esta es su película, no la de Vermeer, hasta el final». Owen Gleiberman, de Entertainment Weekly, escribió sobre su «interpretación casi silenciosa», y observó que «la interacción en su cara de miedo, ignorancia, curiosidad y sexo es intensamente dramática». Fue candidata al Globo de Oro como mejor actriz dramática y al premio BAFTA como mejor actriz principal. Del mismo modo, recibió nominaciones del Círculo de Críticos de Cine de Londres y al premio del Cine Independiente Británico como mejor actuación femenina.
Según Variety, los papeles de Johansson en Lost in Translation y Girl with a Pearl Earring la establecieron como una de las actrices más versátiles de su generación. Con un ritmo de trabajo frenético debido a su reciente reconocimiento internacional, en 2004 participó con papeles en pantalla o voz en cinco estrenos. A Good Woman, una adaptación de El abanico de Lady Windermere del dramaturgo Oscar Wilde que contó con un lanzamiento limitado en Estados Unidos, fracasó en taquilla y recibió críticas poco entusiastas. El New York Times la describió como una «adaptación a la pantalla con vocación de espurio de Hollywood». Señaló también «una terrible división entre actores británicos de la película, encabezados por Tom Wilkinson y Stephen Campbell Moore, quienes están cómodos entregando aforismos de Wilde [...] y nombres de marquesinas estadounidenses como Helen Hunt y Scarlett Johansson, [que tienen] poca conexión con la lengua inglesa hablada en el alto estilo de Wilde». La comedia para adolescentes de robos The Perfect Score, donde compartió pantalla con Chris Evans, también tuvo una respuesta negativa por parte de los especialistas. Caracterizó a Purslane Will, una adolescente descontenta en A Love Song for Bobby Long, coprotagonizada por John Travolta y basada en la novela Off Magazine Street de Ronald Everett Capps. David Rooney de Variety escribió que las actuaciones de Johansson y Travolta rescataron la película. Además, su participación en el psicodrama le valió una tercera nominación al Globo de Oro como mejor actriz dramática.
En su cuarto lanzamiento de 2004, Bob Esponja: La película, prestó su voz a la princesa Mindy, la hija del rey Neptuno. Aceptó el proyecto debido a su amor profeso por los dibujos animados, particularmente a la serie Ren y Stimpy. La cinta de animación se convirtió comercialmente en su estreno más exitoso del año. Más adelante, repetiría el papel de voz como Mindy en la adaptación al videojuego. Continuó su labor con In Good Company, una comedia dramática en la que interpretó a una universitaria que inicia una relación amorosa con el jefe de su progenitor, un ejecutivo joven y ambicioso. Con un rendimiento notable en taquilla, In Good Company recibió críticas generalmente positivas y fue descrita como «ingeniosa y encantadora». Impresionado con su actuación, Ebert constató que «continúa empleando la atracción gravitacional de la fascinación silenciosa».

### Colaboraciones con Woody Allen (2005-2009)
| Scarlett es capaz de todo. Si necesitas drama, es dramática, si necesitas risas, puede darte una risa. Ella puede cantar si lo requieres, es sexy, es inteligente. Ella es un gran as, y hay muchas cosas que ella puede hacer. [...] Es paralizantemente fotogénica. — Woody Allen. |

Dio vida a Nola Rice, una aspirante a actriz que inicia un romance con un hombre casado, interpretado por Jonathan Rhys Meyers, en el drama Match Point (2005) de Woody Allen. Tras reemplazar a Kate Winslet, quien se retiró poco antes de comenzar la filmación, Allen cambió la nacionalidad británica del personaje a estadounidense. Esta modificación en el guion apenas le supuso una hora de su tiempo. Admiradora de la filmografía del director, Johansson reveló que se sintió nerviosa el primer día de rodaje. El New York Times quedó impresionado con las caracterizaciones de Johansson y Rhys Meyers; Mick Lasalle, escribiendo para el San Francisco Chronicle, declaró que Johansson «es un portento desde el primer momento», con una actuación que «roza lo asombroso». Match Point, más aún de suponer un éxito en taquilla, le valió el premio de la Asociación de Críticos de Cine de Chicago a la mejor actriz de reparto y su cuarta nominación al Globo de Oro en la misma categoría.
En el mismo año, poco después de someterse a una amigdalectomía, coprotagonizó junto a Ewan McGregor el thriller de ciencia ficción La isla del director Michael Bay, en el papel dual de Sarah Jordan y su clon, Jordan Two Delta. Su adaptación a la producción no resultó fácil: además de lidiar con la recuperación de su reciente intervención quirúrgica, se enfrentó a un exigente horario de rodaje que se extendía hasta catorce horas diarias y sufrió diversas lesiones, como un grave golpe en la cabeza. La película recibió críticas mixtas y recaudó 163 millones de dólares con un presupuesto de 126 millones.

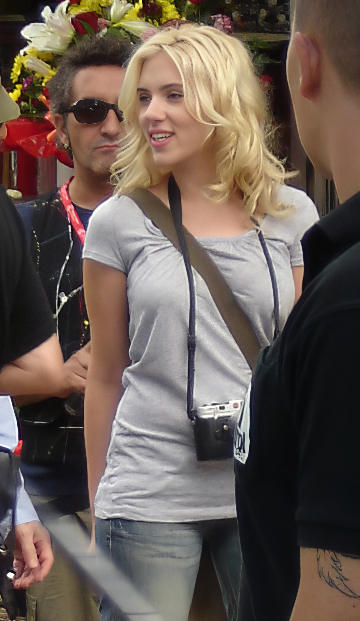
Johansson durante el rodaje de Vicky Cristina Barcelona, en 2007.

Dos de los trabajos cinematográficos de Johansson en 2006 exploraron el mundo de los magos de escena, ambos junto a Hugh Jackman. Volvió a trabajar bajo la dirección de Allen en la comedia de misterio Scoop, en la que interpreta a Sondra Pransky, una estudiante de periodismo. Coprotagonizada por Jackman y el propio Allen, la cinta tuvo un rendimiento favorable en la taquilla internacional, si bien polarizó a los expertos. Ebert criticó negativamente la película, aunque encontró a Johansson «encantadora como siempre», y LaSalle destacó la frescura que aporta en su actuación. También participó en La dalia negra de Brian De Palma, una obra de cine negro basada en la novela homónima de James Ellroy y cuya filmación tuvo lugar en Los Ángeles y Bulgaria. Johansson confesó que era una fanática de De Palma y deseaba trabajar con el director, aunque considerase que era «físicamente incorrecta» para el personaje. Mientras Anne Billson de The Daily Telegraph coincidió con ella acerca de su desacertada elección, Owen Gleiberman admiró su capacidad para adentrarse en la atmósfera «de la época como si fuera oxígeno» y añadió que «peinada como Lana Turner, muestra un don para el doble discurso, para las insinuaciones que son descaradas en su sensualidad pero que ocultan el misterio de cuan serias son».
Posteriormente, obtuvo ese mismo año un papel secundario de asistente y amante del personaje de Jackman, un mago aristocrático, en la película de suspenso y misterio The Prestige, dirigido por Christopher Nolan, y donde además aparecía Christian Bale. Nolan pensaba que Johansson poseía «ambigüedad» y «una calidad blindada». La actriz se sintió fascinada con los métodos de dirección de Nolan y disfrutó la experiencia de trabajar bajo su batuta directiva. The Prestige fue un éxito de taquilla y crítica a nivel internacional, recomendada por Los Angeles Times como «una obra adulta y provocativa». Ciertos especialistas se mostraron escépticos de su intervención: The Daily Telegraph juzgó de nuevo su mal elenco y Dan Jolin de Empire reprobó su acento inglés. Su único estreno de 2007 fue la comedia romántica The Nanny Diaries junto a Chris Evans y Laura Linney, en la que interpretó a una graduada universitaria que ejerce como niñera. Su actuación recibió reseñas mixtas; Variety escribió: «[Ella] ensaya ser una heroína atractiva», al tiempo que The New Yorker la criticó de forma negativa por parecer «simplemente confundida» mientras «trataba de dar al material un centro emocional plausible».
En 2008 protagonizó The Other Boleyn Girl junto a Natalie Portman y Eric Bana, adaptación homónima de la novela de Philippa Gregory. En el transcurso de la producción, resultó herida al caer del caballo que montaba. El drama histórico obtuvo opiniones encontradas. Peter Travers de Rolling Stone desaprobó la película por «[moverse] entre frustrantes tirones», pero fue más benévolo en su evaluación de las intérpretes principales, y escribió: «Lo que funciona es el equipo explosivo de Natalie Portman y Scarlett Johansson, que dan a las bellas Bolenas un núcleo duro de inteligencia e ingenio, y trasladan fácilmente las cuestiones protofeministas de la película del siglo XVI al actual». Variety acreditó el reparto como «casi impecable en la cima de su actuación» y aludió a «la tranquila María de Johansson» como «el centro emocional de la película, su tierna historia de amor con el conflictivo monarca evoca los únicos sentimientos genuinos que se muestran». Como parte de la campaña promocional de la cinta, las dos protagonistas aparecieron en la portada de la revista W, cuyo interior incluía una entrevista con ambas.

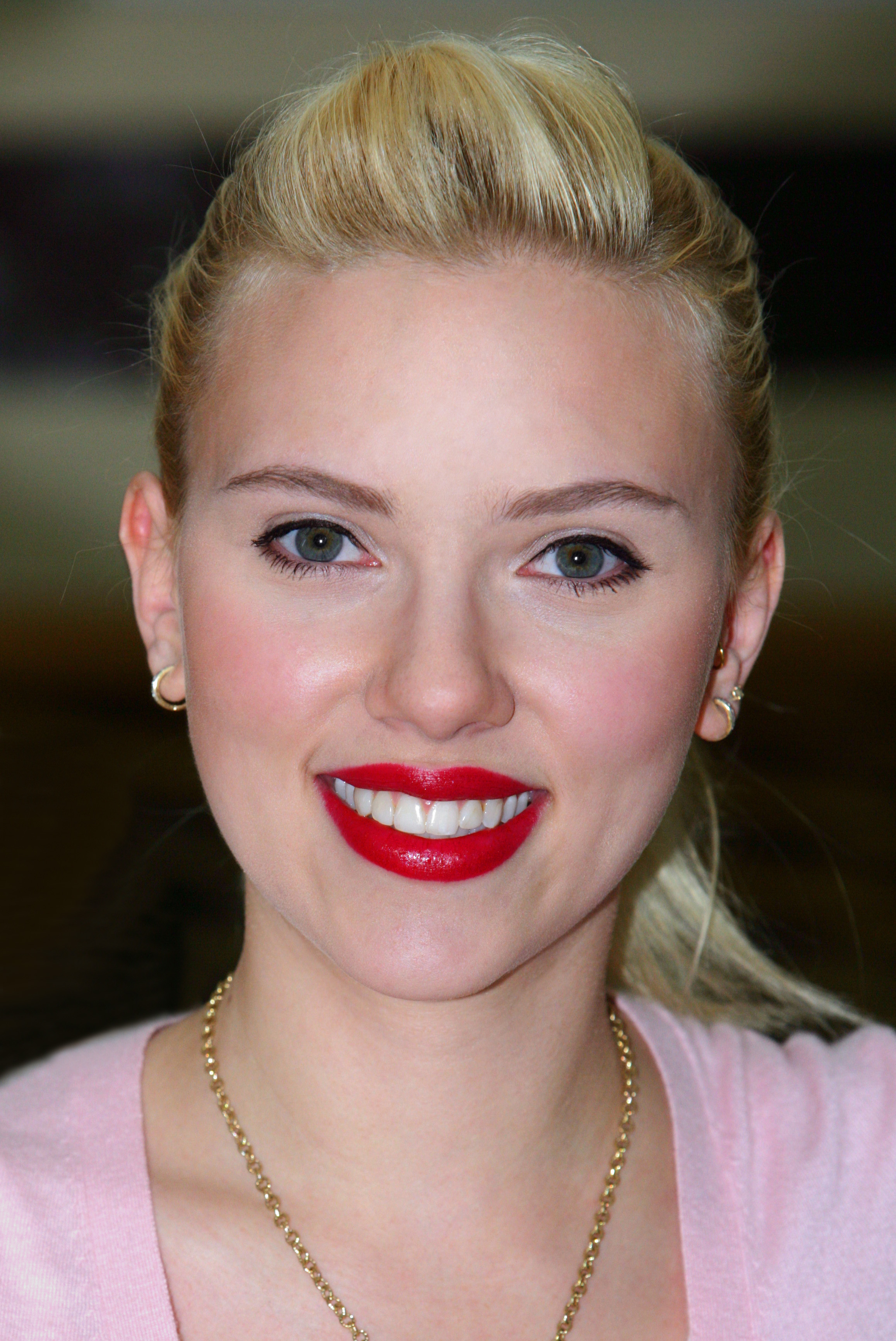
Scarlett Johansson en enero de 2008.

En su tercera colaboración con Allen, la comedia romántica Vicky Cristina Barcelona (2008), rodada en España, representa a uno de los intereses amorosos del personaje de Javier Bardem, junto con Penélope Cruz y Rebecca Hall. El largometraje fue uno de los más rentables del director y recibió críticas favorables. Todd McCarthy de Variety describió su caracterización como «abierta y maleable» en comparación con los otros actores. Se puso en la piel de la mujer fatal Silken Floss en la adaptación de cine negro The Spirit (2008), basada en la tira cómica del mismo nombre de Will Eisner. El filme, descrito como «una película que luce muy bien con un equilibrio extraño de pulp noir y autoconciencia camp» y «estilo sin sustancia, un estilo que gira en un vacío sin sentido», recibió comentarios en su mayoría pobres por parte de los especialistas. La actriz apareció en imágenes de archivo en la cinta Gomorra (2008), basada en la novela homónima de Roberto Saviano. Respetando la fidelidad al libro, las imágenes deberían haber mostrado a Angelina Jolie mientras posaba en la alfombra roja de los premios de la Academia, pero al no obtener permiso de la organización, se rescataron unas secuencias de Johansson durante su asistencia al Festival Internacional de Cine de Venecia de 2006.
Más tarde personificó el papel de Anna Marks, una instructora de yoga, en He's Just Not That Into You (2009) junto con Jennifer Connelly, Kevin Connolly, Bradley Cooper y Drew Barrymore. La comedia se convirtió en un éxito de taquilla y superó los 175 millones de dólares en ganancias, mientras que tuvo una recepción crítica tibia. La reseña del San Francisco Chronicle señaló que «[la película] nunca se eleva, pero nunca flaquea», aunque todavía alabó a Johansson al añadir que «se ha convertido en una hábil actriz cómica». Los Angeles Times definió la cinta como una «comedia romántica antirromántica» y citó la escena que Johansson comparte con Connelly y Cooper como «una de las mejores». The Baltimore Sun calificó desfavorablemente el largometraje y, sin embargo, elogió el rendimiento de la actriz por «probar que no necesita de Woody Allen para ser graciosa».

### Universo cinematográfico de Marvel y reconocimiento mundial (2010-2013)
Deseando actuar en Broadway desde la infancia, hizo su debut en 2010 con una reposición de la obra teatral de Arthur Miller, Panorama desde el puente. Ambientada durante la década de 1950 en un barrio de Nueva York, cuenta la trágica historia de Eddie (Liev Schreiber), quien tiene una relación inapropiada con la sobrina huérfana de su esposa, Catherine (Johansson). Pese a sus dudas iniciales acerca de interpretar un personaje adolescente, un amigo la persuadió de aceptar el papel. Ben Brantley de The New York Times escribió que «se funde con su personaje tan a fondo que su aura de celebridad desaparece». David Rooney de Variety quedó impresionado con la obra y su intervención en particular; la definió como la intérprete principal. Ganó el premio Tony a la mejor actriz de reparto en una obra de teatro. Algunos expertos y actores de Broadway criticaron la decisión del comité de premios de recompensar el trabajo de las principales estrellas de Hollywood, incluida Johansson. En respuesta, manifestó que entendía la frustración, aunque subrayó su esfuerzo para conseguir sus propios reconocimientos.

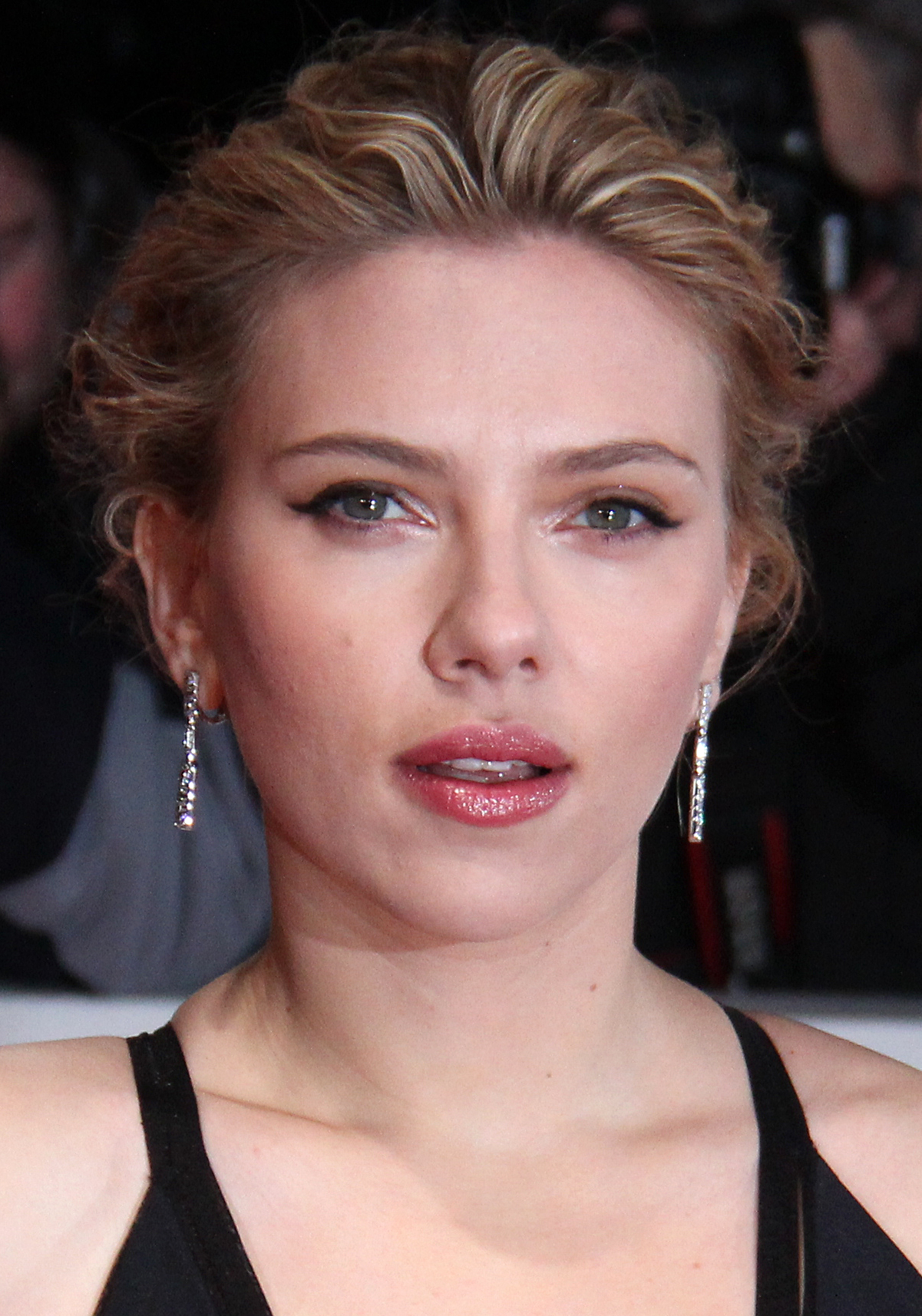
Johansson en Berlín durante los premios Cámara de Oro de 2012.

Tras sentirse abatida como consecuencia de una audición fallida para Gravity, se aseguró el papel de Viuda Negra en Iron Man 2 (2010) de Jon Favreau, parte del Universo cinematográfico de Marvel (UCM), una vez que Emily Blunt se vio obligada a rechazarlo debido a otros compromisos profesionales. Para convencer a Favreau de que era la candidata idónea para dar vida a la experta espía, se presentó a la audición con el cabello teñido de rojo y, en los meses siguientes, cumplió con un programa de entrenamiento de fuerza como preparación al papel. Además, se sentía cercana a la personalidad de la superheroína y admiraba sus rasgos humanos. Iron Man 2 fue un éxito de taquilla, con ganancias de 623,9 millones de dólares contra un presupuesto de 200 millones, y recibió críticas generalmente positivas, si bien varios expertos mostraron su disconformidad con el ínfimo desarrollo de su personaje. Tim Robey de The Daily Telegraph y Matt Goldberg señalaron su limitada aportación al margen de su atractivo físico. En 2011 interpretó el personaje de Kelly Foster, una cuidadora de un zoológico, en We Bought a Zoo junto a Matt Damon, adaptación libre de la novela homónima de Benjamin Mee donde el autor narra su experiencia personal. El drama biográfico tuvo una respuesta de la crítica favorable y Anne Billson elogió a la actriz por aportar profundidad a un personaje en principio poco interesante. Recibió una nominación a los premios Teen Choice Awards en la categoría mejor actriz dramática de cine por su labor.
Gracias a la ayuda de una antigua maestra, aprendió fonéticamente ciertas nociones del idioma ruso que le serían útiles para su papel de Natasha Romanoff en The Avengers (2012), parte del UCM. La entrega de superhéroes recibió críticas principalmente positivas y rompió diversos récords de taquilla; se posicionó como la tercera película más recaudadora tanto en los Estados Unidos como a nivel mundial. Por su actuación, recibió dos nominaciones a los Teen Choice Awards y tres a los People's Choice Awards. Más tarde ese año, encarnó a la actriz Janet Leigh en Hitchcock de Sacha Gervasi, un drama tras bastidores sobre el rodaje del clásico Psicosis (1960) de Alfred Hitchcock. Estrenada en noviembre de 2012, Hitchcock tuvo una respuesta crítica mixta. Roger Ebert escribió que Johansson no se parecía mucho a Leigh, pero proyectaba su coraje, inteligencia y sentido del humor. La actriz Jamie Lee Curtis, hija de Leigh, además de señalar los puntos de conexión entre ambas, como la ascendencia danesa, confesó que «hay un momento en esa película que me sobresalta, en el que miro a Scarlett y es mi madre».
El 2 de mayo de 2012 recibió una estrella en el Paseo de la fama de Hollywood por sus contribuciones cinematográficas, la cual fue situada en el 6931 de Hollywood Boulevard, frente al Museo Madame Tussauds. En enero de 2013 protagonizó en Broadway una reposición de la obra teatral La gata sobre el tejado de zinc, dirigida por Rob Ashford. Ambientada en el Delta del Misisipi, examina las relaciones dentro de la familia de Big Daddy (Ciarán Hinds), principalmente entre su hijo Brick (Benjamin Walker) y Maggie (Johansson). Su actuación recibió críticas mixtas. Thom Geier, de Entertainment Weekly, escribió que Johansson «aporta un espíritu feroz de lucha» en su papel, pero Joe Dziemianowicz del Daily News calificó su actuación como «alarmantemente monocorde». El Festival de Cine de Sundance de 2013 acogió el estreno de Don Jon, debut como director de Joseph Gordon-Levitt. En esta comedia romántica con toques de drama, interpreta a la novia del personaje principal, adicto a la pornografía. Gordon-Levitt escribió el papel de Bárbara Sugarman pensando en ella, cuya involucración en el proyecto ayudó a convertirlo en una realidad. Don Jon recibió elogios de la crítica y su participación fue destacada. Peter Travers de la revista Rolling Stone escribió que «Johansson, afrontando sin miedo un papel con bordes afilados, es dinamita» mientras que Claudia Puig de USA Today consideró que era uno de sus mejores trabajos interpretativos.

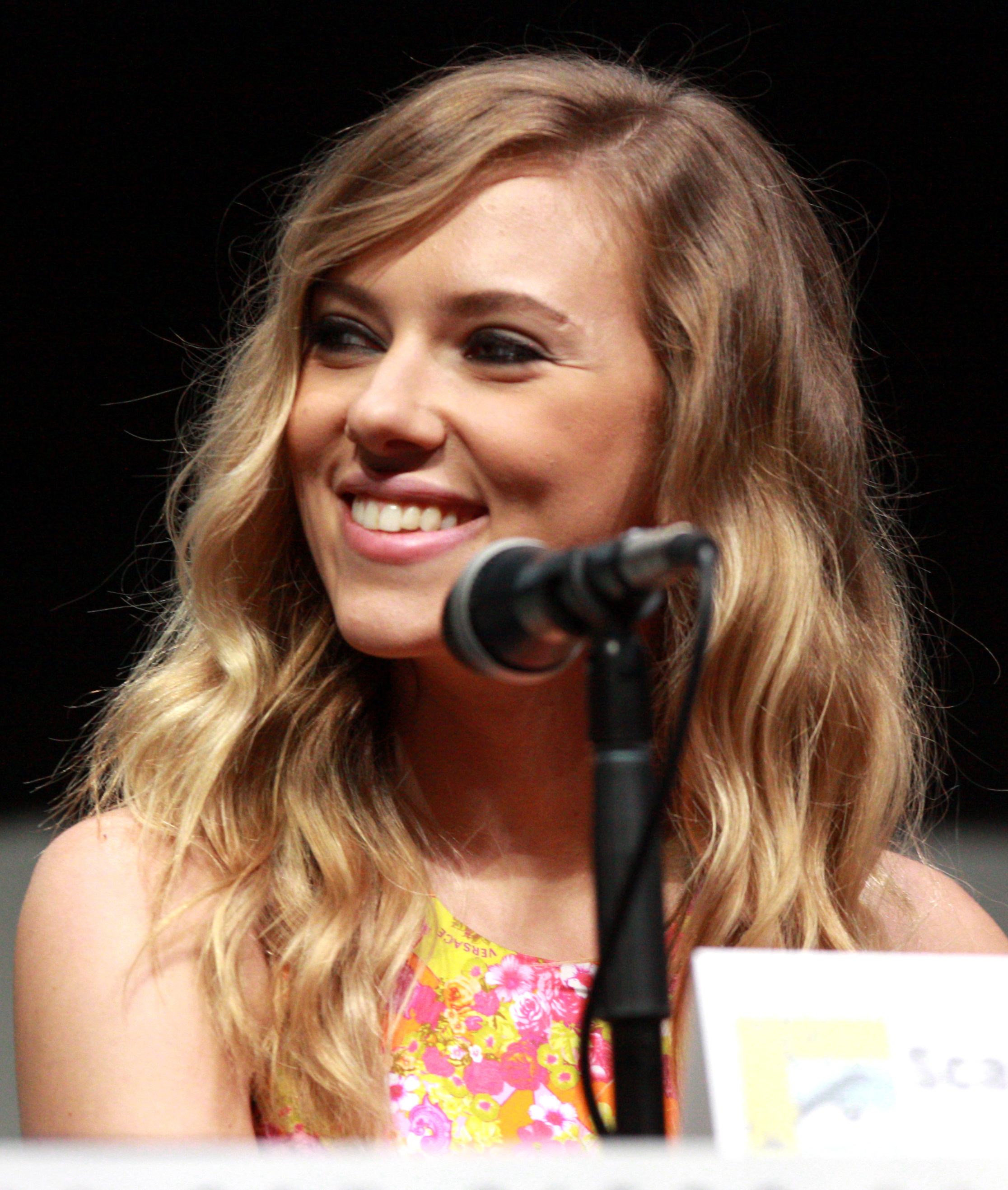
Scarlett Johansson en la Comic-Con de 2013.

También en 2013, reemplazó a Samantha Morton como la voz de Samantha, un sistema operativo de computadora inteligente, en Her de Spike Jonze. La cinta se estrenó en el octavo Festival de Cine de Roma, donde ganó el premio a la mejor actriz. Durante la producción, se sintió intimidada por la complejidad del personaje y encontró desafiantes pero liberadoras las sesiones de grabación. Peter Travers consideraba que la voz de Johansson era «dulce, sexy, cariñosa, manipuladora, aterradora y digna de premio», y Richard Corliss en el Time calificó su actuación de «seductora y ganadora». Stephanie Zacharek de Village Voice creía que era «la gracia salvadora de la película» y afirmó que la cinta «no es solo inimaginable sin Johansson, sino que podría haber sido insoportable sin ella». Por su caracterización de voz, ganó el premio Saturn a la mejor actriz de reparto en su cuadragésima edición y recibió una nominación en la misma categoría a los premios de la Crítica Cinematográfica. Her recibió la aclamación de los especialistas, que la calificaron como una de las mejores películas de 2013.
A continuación protagonizó el filme de ciencia ficción Under the Skin (2013), dirigido por Jonathan Glazer, donde interpreta a una criatura extraterrestre que, disfrazada de mujer fatal, se aprovecha de los hombres en Escocia. El proyecto, una adaptación de la novela homónima de Michel Faber, tardó nueve años en completarse. Como preparación para el papel, aprendió a conducir una furgoneta y a hablar con acento británico. Improvisó conversaciones con actores no profesionales en la calle, quienes desconocían que estaban siendo grabados. Under the Skin recibió críticas generalmente positivas, con elogios particulares a su protagonista. Erin Whitney, en su artículo para The Huffington Post, consideró que era su mejor actuación hasta ese momento y observó que era su primer papel con desnudo integral. La autora Maureen Foster escribió: «Cuánta profundidad, amplitud y alcance extrae Johansson de la muy limitada tolerancia de respuesta emocional de su personaje. Es un testimonio de su destreza actoral que, a medida que avanza la película, es cada vez más impresionante». Por su labor recibió una nominación a los premios del Cine Independiente Británico como mejor actriz. A pesar de recibir abucheos por el público durante su estreno en el Festival Internacional de Cine de Venecia, la cinta se convirtió con el transcurso del tiempo en una obra de culto y fue nombrada la mejor película británica del siglo XXI por una encuesta de críticos.

### Películas de gran éxito y elogios de la crítica (2014-2019)
En febrero de 2014, la Academia de Cine francesa reconoció su trayectoria artística con un César de Honor. A la edad de veintinueve años, se convirtió en la celebridad más joven en ser distinguida con el premio, entregado por el director Quentin Tarantino durante la ceremonia. «Es una locura que lleve ya veinte años y, sin embargo, tengo la sensación de que es ahora cuando empiezo a entender mi trabajo. Lo amo más que nunca», declaró al recibir el galardón. Continuó su actividad en el UCM, donde repitió el papel de Viuda Negra en Captain America: The Winter Soldier (2014). En el filme, une sus fuerzas con el Capitán América (Chris Evans) y Falcon (Anthony Mackie) para descubrir una conspiración dentro de S.H.I.E.L.D. mientras se enfrenta a un misterioso asesino conocido como el Soldado del Invierno. Johansson y Evans escribieron sus propios diálogos para varias escenas que compartían en pantalla. La intérprete se sintió atraída por la forma en que su personaje desarrollaba su cometido mediante el uso de artimañas femeninas sin depender de su atractivo físico. La película se convirtió en un éxito en taquilla tras recaudar 714 millones de dólares a nivel mundial y recibió la aclamación de la crítica. El experto Odie Henderson vio «una auténtica taquigrafía emocional en la obra, especialmente de Johansson, que está excelente aquí». El trabajo interpretativo le valió una nominación a los premios Saturn como mejor actriz de reparto.
Apareció en un papel secundario como Molly en la comedia dramática Chef (2014) junto a Robert Downey, Jr. y Sofía Vergara, bajo la dirección de Favreau. La cinta recaudó más de 45 millones de dólares en taquilla y tuvo una respuesta positiva por parte de los especialistas. El escritor del Chicago Sun-Times, Richard Roeper, encontró la comedia «divertida, peculiar y perspicaz, con una gran variedad de personajes secundarios interesantes». En el filme de acción y ciencia ficción Lucy (2014) del director Luc Besson, Johansson desempeña el personaje principal, el cual adquiere habilidades psicoquinéticas cuando una droga nootrópica es absorbida en su torrente sanguíneo. Besson barajó el papel entre varias actrices y se decantó por ella basándose en su reacción al guion y su disciplina. Los críticos pluralmente elogiaron las temáticas abordadas, las imágenes y la labor de su protagonista; otros encontraron la trama sin sentido. Jim Vejvoda de IGN atribuyó el éxito del largometraje a su actuación y al estilo de Besson. Lucy recaudó 458 millones de dólares en taquilla con un presupuesto de cuarenta millones y se convirtió en uno de los títulos más recaudadores de 2014.

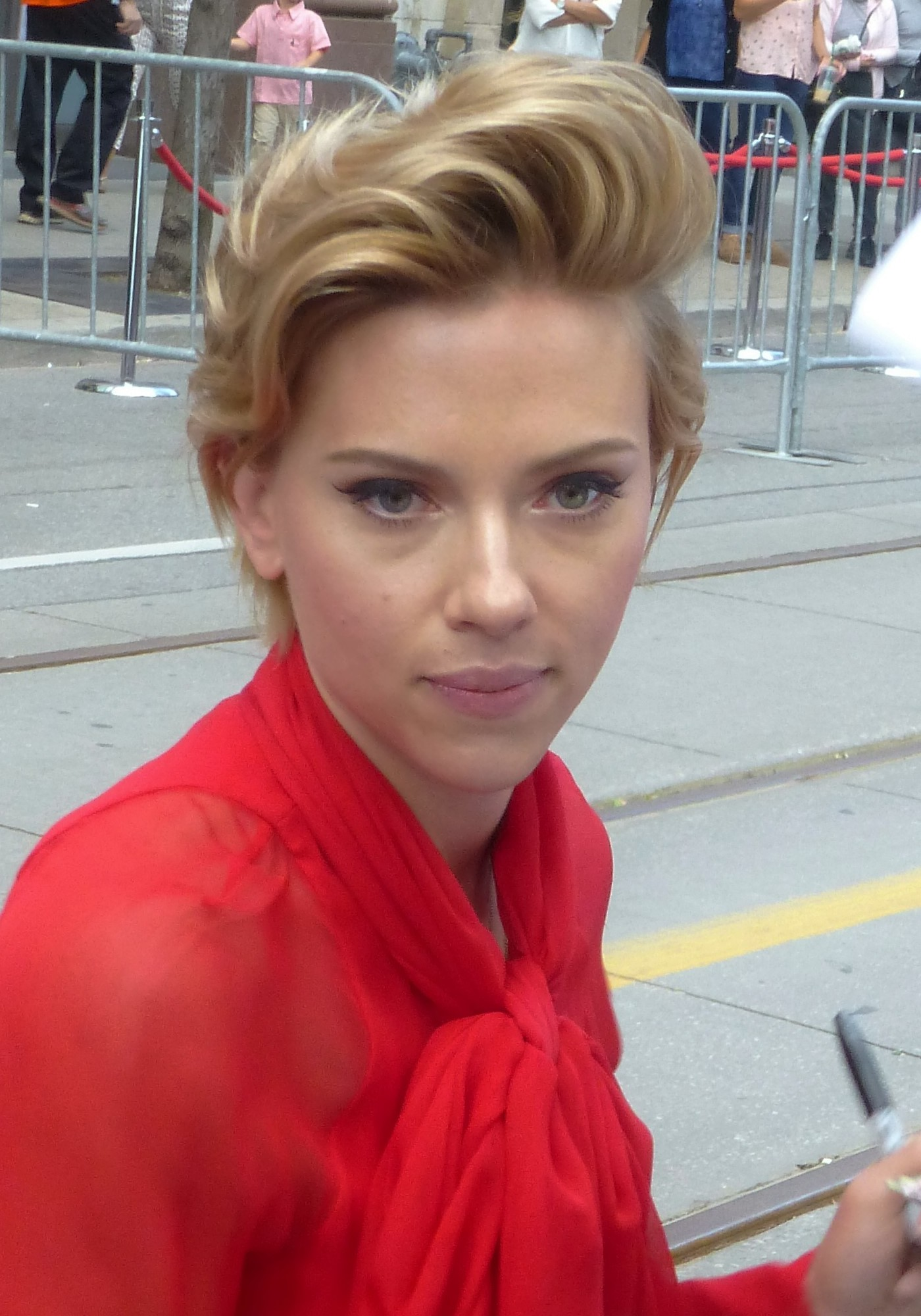
Johansson durante el estreno de Sing en el TIFF de 2016.

Johansson retomó la caracterización de la agente doble Romanoff en Avengers: Age of Ultron (2015), donde compartió de nuevo protagonismo con el reparto original de la primera entrega de The Avengers, y posteriormente en Capitán América: Civil War (2016). Durante el rodaje de la primera, se empleó una mezcla de primeros planos, vestuario oculto, dobles y efectos visuales para ocultar su embarazo. Ambos títulos generaron más de 1100 millones de dólares en beneficios y se clasificaron entre las películas más taquilleras de todos los tiempos. Por Civil War, obtuvo su segunda nominación a los premios de la Crítica Cinematográfica como mejor actriz en una película de acción y su cuarta a los premios Saturn como mejor actriz de reparto. A principios de 2016, participó en la bien recibida comedia Hail, Caesar! de los hermanos Coen, donde un alto ejecutivo que trabaja en el cine clásico de Hollywood, trata de descubrir el paradero de un miembro del elenco desaparecido durante el rodaje de una epopeya bíblica; Johansson interpreta a DeeAnna Moran, una actriz que se queda embarazada mientras su película se encuentra en producción. El mismo año, dio voz a la serpiente pitón Kaa en la adaptación de acción real de El libro de la selva de la factoría Disney dirigida por Favreau, y a la puercoespín antropomórfica Ash en la comedia musical de animación Sing.
En 2017 interpretó a Motoko Kusanagi en la adaptación cinematográfica de Rupert Sanders de la franquicia Ghost in the Shell. El filme recibió elogios por su estética visual, reparto y cinematografía, más fue objeto de controversia por la elección de un elenco caucásico, dado que específicamente el personaje de Johansson es un cíborg destinado a mantener los recuerdos de una mujer japonesa. En respuesta a la reacción virulenta, la actriz afirmó que nunca interpretaría a un personaje no caucásico, si bien quería aprovechar la oportunidad excepcional de protagonizar una franquicia dirigida por mujeres. Ghost in the Shell recaudó 169 millones de dólares en todo el mundo, sobre un presupuesto de producción de 110 millones. En marzo de ese mismo año presentó por quinta vez el programa de comedia estadounidense Saturday Night Live, lo que la convirtió en la cuarta mujer en ingresar en el prestigioso Club de los Cinco del programa de la NBC. Retornó al género del humor con Rough Night (2017), donde interpretó a Jess Thayer, una de las cinco amigas, junto con Kate McKinnon, Jillian Bell, Ilana Glazer y Zoë Kravitz, cuya despedida de soltera se complica tras la muerte de un estríper masculino. La comedia tuvo una recepción crítica mixta y ganancias de taquilla moderadas.

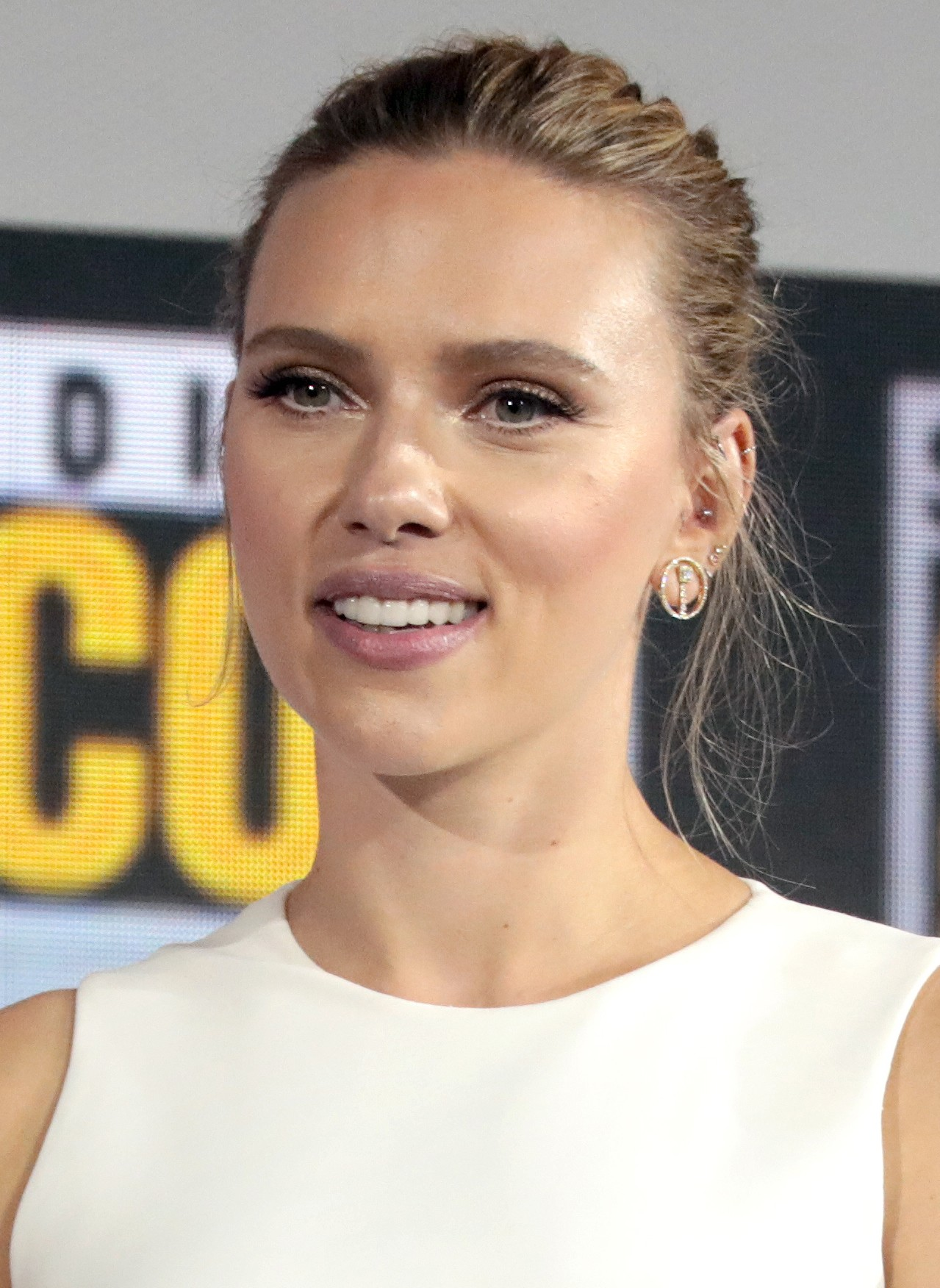
Scarlett Johansson en la Comic-Con de 2019.

Al año siguiente dio voz al can de exposición Nutmeg en Isla de perros del director Wes Anderson, realizada con la técnica de animación stop-motion, y repitió su papel en el UCM como Viuda Negra en Avengers: Infinity War. Con una recepción positiva de los críticos y un presupuesto de 257 millones de dólares, Infinity War llegó a recaudar más de dos mil millones y se convirtió en uno de los títulos más taquilleros de la historia. A su vez, la intérprete ganó el Teen Choice Awards como mejor actriz de acción por su cometido. Debía haber protagonizado Rub & Tug, un drama biográfico en el que habría personificado a Dante «Tex» Gill, hombre transgénero que operaba en un salón de masajes y dirigía una red de prostitución en las décadas de 1970 y 1980. A causa de la reacción negativa producida por la elección de una mujer cisgénero para interpretar a un hombre transgénero, pidió disculpas y se retiró del proyecto. Con su salida, la producción fue cancelada al no considerarse rentable.
En 2019 volvió a interpretar a la agente Romanoff en Capitana Marvel, donde tuvo un cameo no acreditado, y en Avengers: Endgame, entrega que se convirtió en la segunda película más taquillera de todos los tiempos y que, además, recibió la aclamación de los expertos. La revista Forbes alabó su interpretación y la de su coprotagonista Robert Downey Jr., afirmando que «hacen un trabajo maravilloso», y obtuvo una nominación a los People's Choice Awards como estrella de cine femenina del año. En el comienzo de Spider-Man: Lejos de casa (2019), Marvel Studios utilizó imágenes de archivo de la agente rusa, obtenidas de entregas anteriores del UCM.
Posteriormente, protagonizó ese mismo año Historia de un matrimonio, producción de Netflix dirigida por Noah Baumbach, en la que Adam Driver y ella interpretaron a una pareja en conflicto que solicita el divorcio. Johansson encontró una conexión con su personaje, pues se enfrentaba a su propio procedimiento de divorcio en ese momento. Peter Bradshaw en The Guardian elogió su actuación «brillantemente texturizada como Nicole». Seguidamente, asumió el papel secundario de la madre de un niño que alberga a una niña judía durante la Alemania nazi en la sátira Jojo Rabbit (2019) de Taika Waititi. El director modeló el personaje de Rosie Betzler con la imagen de su propia madre y eligió a Johansson para brindarle una oportunidad inusual de realizar comedia. La cinta cosechó críticas polarizadas, pero Stephanie Zacharek la describió como el «alma de la película». Obtuvo sus dos primeras candidaturas a los premios Óscar como mejor actriz y mejor actriz de reparto por sus actuaciones en Marriage Story y Jojo Rabbit, respectivamente, lo que la convirtió en la duodécima persona en recibir dos nominaciones a los premios de la Academia en el mismo año. Aparte, recibió dos nominaciones al BAFTA por ambas y su quinta nominación al Globo de Oro como mejor actriz dramática por la primera.

### Demanda porBlack Widowy expansión profesional (2020-presente)

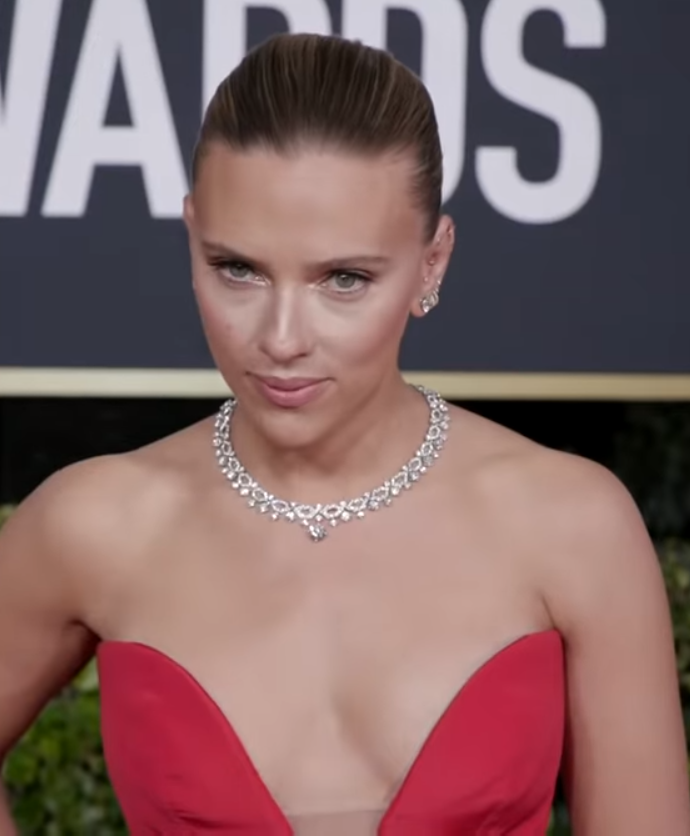
Johansson en la alfombra roja de los Globos de Oro de 2020.

En 2020 asistió a la ceremonia de los Globos de Oro, aunque se negó a participar en las conferencias y promociones de la Asociación de la Prensa Extranjera de Hollywood, sumándose a las críticas del sector cinematográfico por sexismo, corrupción y falta de diversidad. Tras una ausencia de un año de la gran pantalla, finalizó el papel de Viuda Negra con la precuela homónima Black Widow (2021), en la que ejerció además como productora ejecutiva. Coprotagonizada por Florence Pugh, está ambientada tras los acontecimientos de Captain America: Civil War y explora el pasado de la agente rusa, ampliando su historia. Johansson sintió que su caracterización del personaje había culminado. Concibió esta última entrega como una oportunidad para mostrar la autonomía emocional de Romanoff y su capacidad para tomar decisiones mientras enfrenta tiempos difíciles. Señaló que su vulnerabilidad la distinguía de otros Vengadores. Los especialistas fueron generalmente favorables en sus opiniones y destacaron las actuaciones de las dos protagonistas. David Rooney del Hollywood Reporter pensaba que la película era «un vehículo estelar» para Johansson y Pete Hammond de Deadline Hollywood la encontró de nuevo con «una gran presencia en el papel, en el que se muestra experta en la acción y en las habilidades interpretativas en todo momento». Gracias a Black Widow, ganó el premio People's Choice como estrella de cine femenina de 2021 y obtuvo una nominación a los Critics' Choice Super Awards como mejor actuación en una película de superhéroes. Ese mismo año reanudó su trabajo de actriz de voz como Ash en la secuela de animación Sing 2, donde canta a dúo el tema «I Still Haven't Found What I'm Looking For» junto al cantante Bono.
En julio de 2021, presentó una demanda en la Corte Superior del Condado de Los Ángeles contra The Walt Disney Company, mediante la que alegaba que el estreno simultáneo de Black Widow en los cines y en la plataforma digital Disney+ incumplía una estipulación de su contrato, la cual especificaba que la película se estrenaría exclusivamente en cines. La demanda afirmaba que el estreno simultáneo eximía a Disney de pagar «bonificaciones de taquilla muy elevadas» a las que habría tenido derecho Johansson. Disney emitió un comunicado en respuesta, donde aseveraba que la actriz había mostrado una «indiferencia cruel por los efectos globales horribles y prolongados de la pandemia del COVID-19». La compañía también añadió que Johansson ya había recibido veinte millones de dólares por la película y que el lanzamiento de Disney + Premier Access le haría ganar una compensación adicional.
Bryan Lourd, copresidente de la Agencia de Artistas Creativos, condenó la respuesta de Disney por señalar falsamente a la intérprete de ser insensible a la pandemia mundial. Además los acusó de dejar a los socios artísticos y financieros fuera de sus ganancias de streaming y criticó la divulgación del salario de Johansson en «un intento de convertir su éxito como artista y mujer de negocios en un arma, como si fuera algo de lo que debiera avergonzarse». Gabrielle Carteris, presidenta del Sindicato de Actores de Cine, se sumó a condenar la respuesta de Disney y afirmó que «deberían estar avergonzados de sí mismos por recurrir a tácticas cansadas como la vergüenza de género y el acoso». Eriq Gardner de The Hollywood Reporter creía que el caso era potencialmente débil, en virtud de que las disputas de esta clase suelen tener lugar en arbitraje y ella se había visto obligada a presentar una demanda de interferencia ilícita en lugar de un incumplimiento de contrato estándar debido a una cláusula de su contrato. En septiembre, Disney llegó a un acuerdo con la demandante, aunque los términos del mismo no fueron revelados. Variety informó más tarde que la actriz recibió un pago superior a cuarenta millones de dólares y que ambas partes continuarían colaborando en otros proyectos.
Regresó a la pantalla grande con la comedia Asteroid City (2023) de Wes Anderson, donde encabezó un reparto coral. Anderson escribió el papel de Midge Campbell, inspirado en las estrellas del cine clásico de Hollywood, especialmente para ella. Por una estadía de dos meses en el rodaje, rebajó sustancialmente su salario en 4131 dólares por semana para facilitar su contratación. El estreno del largometraje en el Festival de Cannes, donde optaba a la Palma de Oro, culminó con una ovación al elenco de seis minutos con el público en pie. Asteroid City tuvo un rendimiento favorable en taquilla al duplicar su presupuesto y fue considerada una de las mejores películas del año por los especialistas. Anthony Lane de The New Yorker elogió el esfuerzo de la actriz; señaló que su parte agrega profundidad y complejidad, y subrayó su capacidad para navegar la línea entre la realidad y la imaginación con hábil ingenio. Asimismo, recibió una nominación por la Asociación de Críticos de Hollywood como mejor actriz de reparto. En el debut de Kristin Scott Thomas como directora, My Mother's Wedding (2023), interpretó a una de las tres hermanas que se reúnen para la celebración de la boda de su madre. Presentada en septiembre en el Festival Internacional de Cine de Toronto, la cinta recibió una respuesta crítica negativa. Benjamin Lee de The Guardian se mostró disgustado con la película y con el «incómodo acento británico» de Johansson.

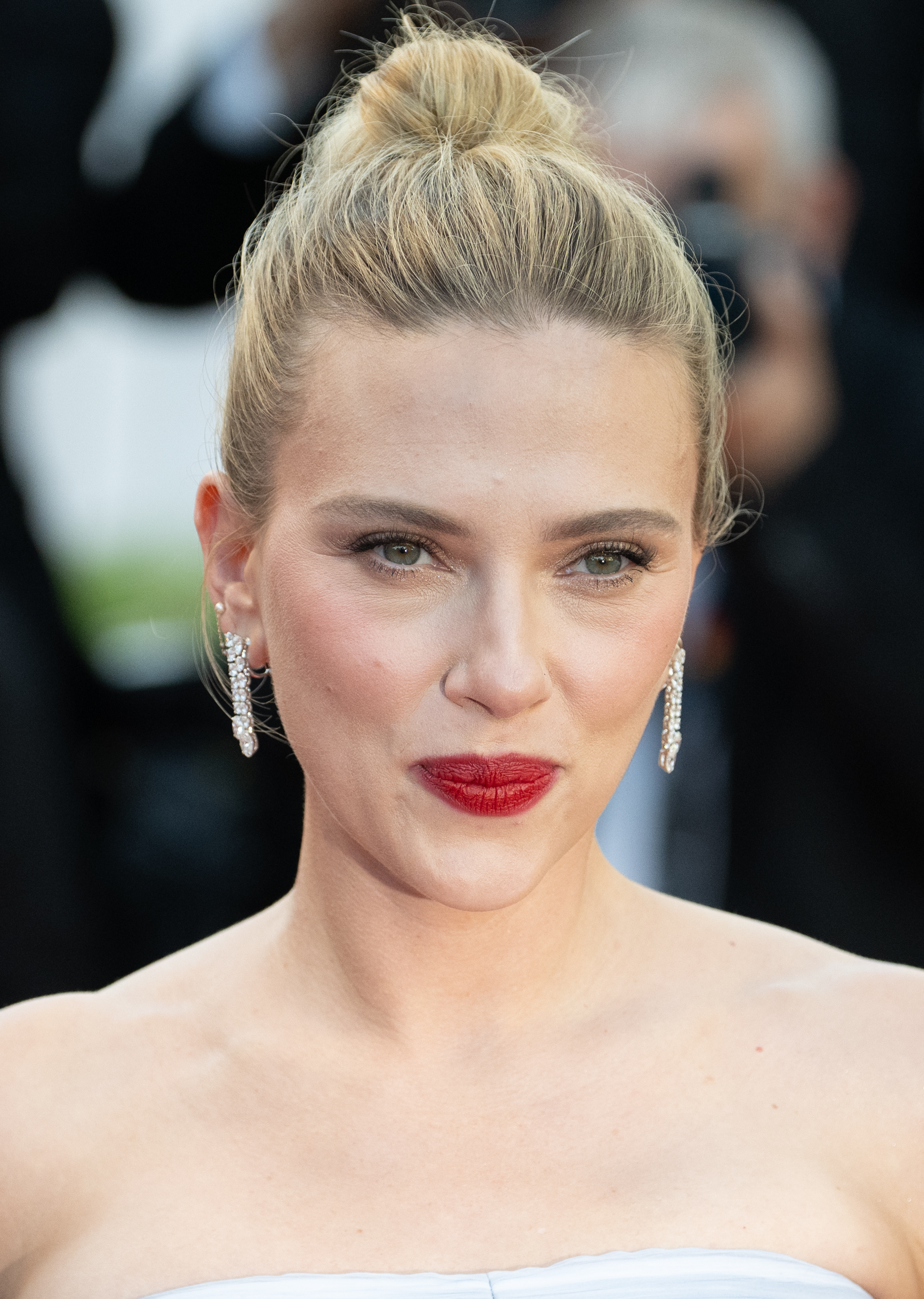
Scarlett Johansson asistiendo al Festival de Cine de Cannes de 2025.

Luego de fundar la empresa productora These Pictures, protagonizó junto con Channing Tatum su primera producción titulada Fly Me to the Moon (2024), una comedia romántica ambientada en el contexto de la carrera espacial. Tom Shone, en su reseña para The Times, destacó su interpretación y aseguró que «si una sola actuación pudiera impulsar una película entera, Fly Me To the Moon sería un éxito asegurado. Su cinismo le da a la película su entusiasmo». Por su parte, Annie Berke escribió para The New Republic: «Puede que sea la voz grave de Johansson, al estilo de Lauren Bacall, o su glamour de antaño, pero se está convirtiendo rápidamente en la santa patrona de mediados de siglo». Si bien la comedia tuvo una respuesta crítica mayormente favorable, resultó ser un fracaso en taquilla. El mismo año dio voz al personaje de Elita-1 en Transformers One, una precuela animada de la serie cinematográfica Transformers.
Con cuarenta años de edad, debutó en el Festival Internacional de Cine de Cannes de 2025 como directora de su primer largometraje, Eleanor the Great. Protagonizada por June Squibb, cuenta la historia de una mujer judía de edad avanzada en busca de un nuevo comienzo. Tuvo comentarios divididos de los expertos; The Guardian censuró la ópera prima por «su tono sentimental, insípido y propio de una película para televisión». La misma edición del festival de cine presentó la tercera colaboración de la actriz con Anderson en la comedia de espionaje y suspenso The Phoenician Scheme, donde desarrolló un papel secundario. Al mismo tiempo, hizo realidad su sueño de la infancia al integrarse en la franquicia Parque Jurásico con Jurassic World: Rebirth (2025), dirigida por Gareth Edwards. Cuando la séptima entrega apenas comenzaba a gestarse, organizó una reunión con el productor Steven Spielberg para expresarle su deseo de unirse al elenco, aunque solo fuese con una breve aparición. Tras asumir la dirección del proyecto, Edwards tuvo noticia de la petición de Johansson e inmediatamente la eligió para el papel protagónico de Zora Bennett.

## Carrera musical

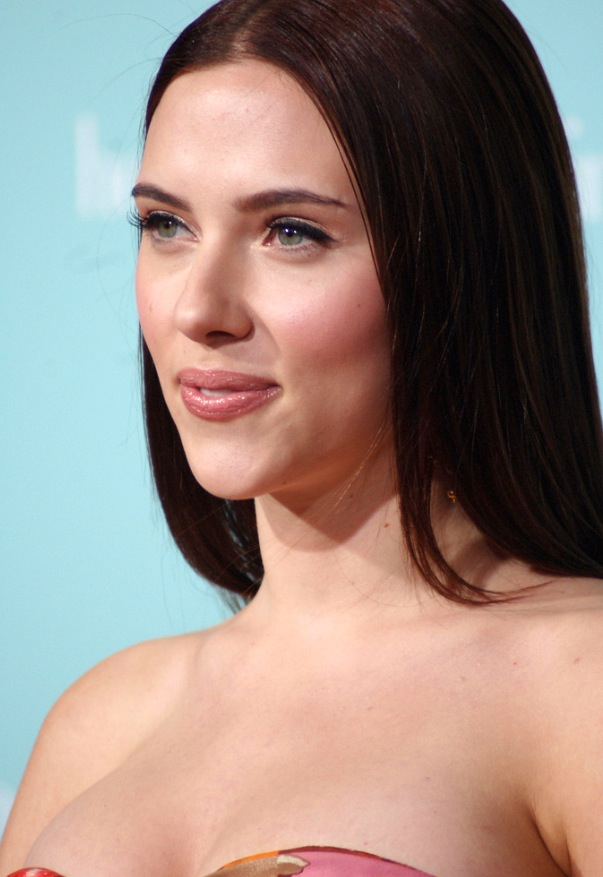
Johansson durante el estreno de He's Just Not That Into You en 2009, en cuya banda sonora participó.

En 2005 fue considerada para el personaje de Maria Rainer del musical The Sound of Music de Andrew Lloyd Webber, aunque el papel recayó en Connie Fisher luego de ganar el programa How Do You Solve a Problem Like Maria? de la BBC. Al año siguiente, protagonizó el videoclip de «When the Deal Goes Down», perteneciente al álbum Modern Times de Bob Dylan. Participó en el festival de música de Coachella de 2007 en Indio, California, junto a The Jesus and Mary Chain con el tema «Just Like Honey», y en 2008 protagonizó el video musical de «What Goes Around... Comes Around» del cantante Justin Timberlake, nominado en los MTV Video Music Awards a mejor video del año.
El 20 de mayo de 2008 se publicó su álbum debut, Anywhere I Lay My Head, formado por diez versiones de canciones de Tom Waits y una composición original. Producido por Dave Andrew Sitek, presentó como segundas voces a David Bowie y Nick Zinner, miembro de los Yeah Yeah Yeahs. El disco recibió críticas mixtas y fue seleccionado como uno de los mejores álbumes del año por NME. Debutó en la posición 126 del Billboard 200 de Estados Unidos y vendió 5100 copias en su semana de lanzamiento. Johansson comenzó a escuchar a Waits en su infancia y declaró sobre él: «Sus melodías son tan hermosas, su voz es tan distinta, y yo tenía mi propia manera de hacer canciones de Tom Waits». Un año más tarde, grabó una versión de la canción «Last Goodbye» de Jeff Buckley para la banda sonora de la cinta He's Just Not That Into You.
El 15 de septiembre de 2009, junto al cantante y compositor Pete Yorn, lanzó su segundo álbum de estudio titulado Break Up, inspirado por los duetos de Serge Gainsbourg con Brigitte Bardot. El disco alcanzó las posiciones 41 del Billboard 200 de Estados Unidos y 160 en el Reino Unido. En 2010, la banda Steel Train publicó el álbum Terrible Thrills Vol. 1, compuesto por canciones de su álbum homónimo versionadas por sus artistas femeninas favoritas. El trabajo discográfico comienza con una revisión de la canción «Bullet» en la voz de Johansson. Cantó el tema «One Whole Hour» para la banda sonora del documental Wretches And Jabberers (2010), versionó «Summertime» de George Gershwin junto con el grupo Massive Attack como parte de la banda sonora del largometraje mexicano Días de Gracia (2011) y grabó la canción «Before My Time» de Joshua Ralph para los créditos finales del documental sobre el clima Persiguiendo el hielo (2012). Este último tema recibió una nominación a los premios de la Academia como mejor canción original.
En febrero de 2015 formó parte de la banda pop The Singles, junto con Este Haim (del grupo Haim), Holly Miranda, Kendra Morris y Julia Haltigan. El primer sencillo de la formación se tituló «Candy». Sin embargo, la actividad del grupo fue efímera: Johansson recibió una orden de cese y desistimiento del líder de la banda de rock ya existente The Singles, con sede en Los Ángeles, mediante la que se exigía dejar de utilizar el nombre. A lo largo de su carrera, ha participado en bandas sonoras de películas en las que interpretó personajes de voz: cantó «Trust Me» para El libro de la selva (2016) y varias canciones para Sing (2016) y su secuela Sing 2 (2021). En junio de 2018, lanzó un EP titulado Apart, en el que colaboró nuevamente con Pete Yorn.

## Imagen pública
Scarlett Johansson es considerada a nivel global uno de los símbolos sexuales más populares de Hollywood, reconocida por su exuberante y fotogénica belleza. 
Múltiples medios, incluidos Esquire, Glamour o Vogue, la han citado como una de las mujeres más hermosas de todos los tiempos. Fue elegida la persona más bella del mundo por la revista People en 2007 y Esquire la nombró la mujer viva más atractiva de 2006 y 2013, lo que la convirtió en la única fémina elegida en dos ocasiones. Playboy la citó como la celebridad más atractiva de 2007 y destacó que «Johansson es la cúspide de la belleza y la sensualidad: desde su piel de porcelana hasta su figura plenamente femenina y su misterioso carisma, que es a la vez palpable e indefinible». A lo largo de los años, figuró en listados similares de medios como FHM (desde 2005), Maxim (2006-2014), Los Angeles Times (2012), Men's Health (2020) o Cosmopolitan (2023). Fue nombrada la belleza más natural de Hollywood por una encuesta realizada a maquilladores profesionales y la belleza más natural del mundo por otra encuesta popular del Reino Unido.

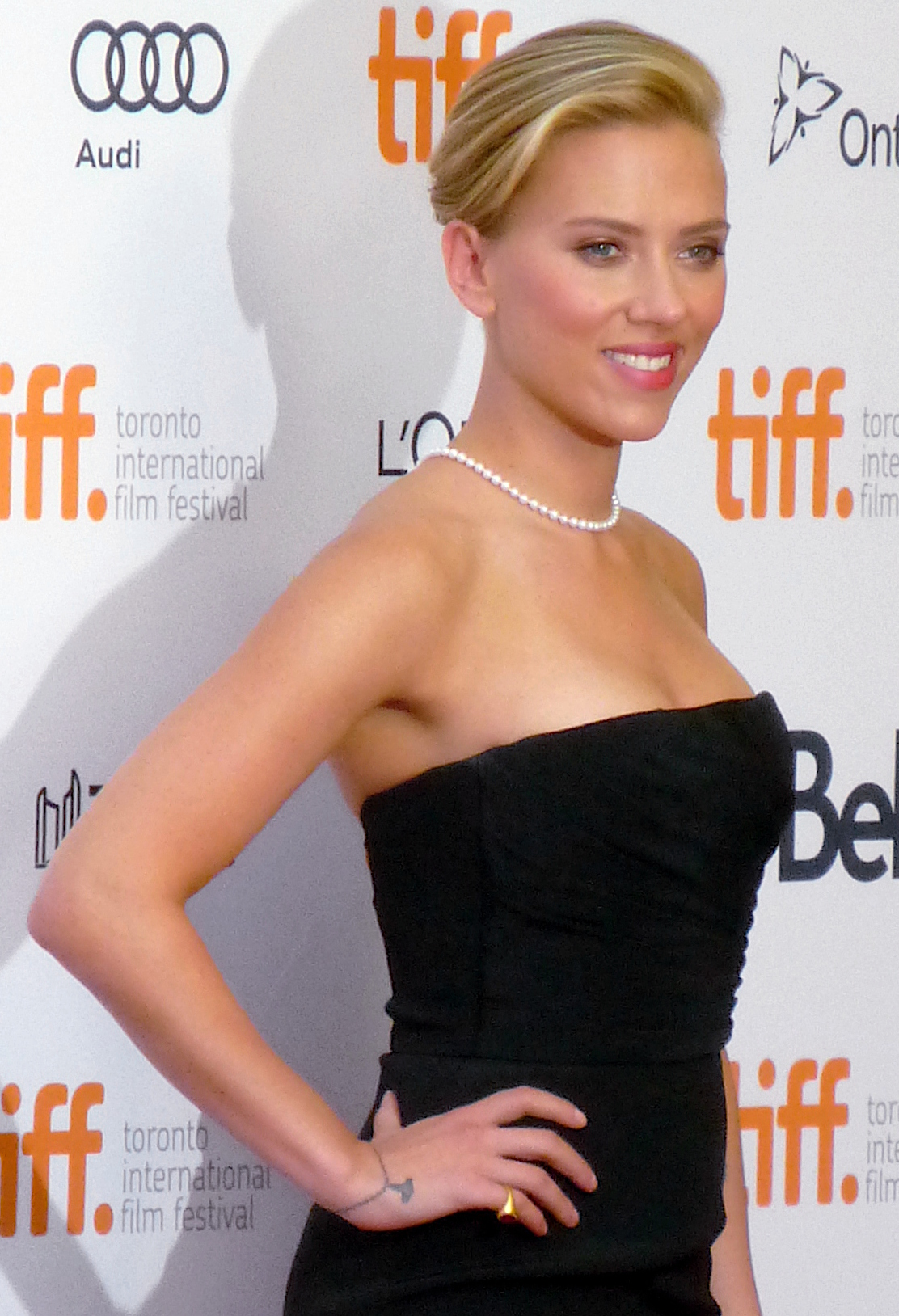
Johansson en el Festival de Cine de Toronto, en septiembre de 2013.

Llegó a protagonizar numerosas revistas de belleza, moda y arte, de entre las cuales la de Vanity Fair donde posó desnuda junto a Keira Knightley fue una de las más controvertidas, al ser considerada sexista. Sus labios inspiraron a Katy Perry la composición del tema «I Kissed a Girl». The Sydney Morning Herald la definió como «la encarnación de la fantasía masculina». Durante el rodaje de Match Point (2005), Woody Allen comentó sobre su atractivo físico y la describió como «hermosa» y «sexualmente abrumadora». En 2014, el crítico de cine Anthony Lane escribió en The New Yorker que «es evidente y rentable que es consciente de su sensualidad y de cuánto, hasta el último centímetro, contribuyen sus contornos a su reputación». Johansson manifestó que no le gustaba ser sexualizada y que el interés por la belleza de una persona no perdura. Perdió el papel principal de Lisbeth Salander en The Girl with the Dragon Tattoo (2011), ya que el director de la película, David Fincher, pensó que era «demasiado sexy» para el personaje. Pese a que diversos medios definieron a Johansson como «la Marilyn Monroe del siglo XXI» por su apariencia física, se negó a personificarla en el cine. «Todo lo que se me ofrecía me parecía poco satisfactorio. Creo que me ofrecieron todos y cada uno de los guiones sobre Marilyn Monroe. Pensaba: ¿es este el final creativo de mi camino?», declaró.
Por encima de cosificaciones sexuales, ha sido referida como una de las actrices más prestigiosas de la industria y una de las figuras que ha logrado equilibrar belleza y talento. Valorada por su versatilidad, ha protagonizado tanto producciones convencionales de alto perfil como películas independientes de menor presupuesto, en las que ha podido mostrar tanto su rango dramático como cómico. IndieWire destacó su capacidad para asumir personajes arriesgados, como en Her y Under the Skin, sin limitarse exclusivamente a éxitos de taquilla, mientras que la revista GQ señaló que «Scarlett tiene una habilidad increíble para pasar de un papel a otro como si fuera lo más fácil del mundo». Asimismo, ha sido una voz destacada en la lucha contra la brecha salarial en Hollywood, particularmente en el contexto de su trabajo en las películas de Marvel. Tras años formando parte del elenco de la franquicia, logró equiparar su salario al de sus compañeros masculinos.
Los medios de comunicación y algunos fanáticos han otorgado a la actriz el seudónimo ScarJo, sobre el que ha dejado patente su desagrado debido a que le parece insultante y para ella «suena a nombre de estrella pop». Respecto a redes sociales, no gestiona ningún perfil, ya que no encuentra la necesidad de compartir constantemente detalles de su vida cotidiana: «Siento que puedo interactuar con el público y ser más fiel a mí misma sin tener que publicar fotos de mi desayuno casero». Los fanáticos la eligieron como la actriz perfecta para encarnar al personaje Androide 18 de la obra Dragon Ball a través de fanarts y diseños creados por inteligencia artificial. También ella misma sirvió de inspiración para la creación del personaje Starlett Johansson, de la serie de animación The Looney Tunes Show.
En junio de 2004 recibió una invitación para unirse a la Academia de Artes y Ciencias Cinematográficas. En 2006 Forbes la incluyó en el listado de Celebrity 100, donde repitió aparición en 2014, 2015, 2018 y 2019. En 2021 y 2025, la revista Time la nombró una de las personalidades más influyentes del mundo. De 2014 a 2016, Forbes la ubicó entre las actrices mejor pagadas del mundo, con ganancias anuales en dólares de 17 millones, 35,5 millones y 25 millones, respectivamente. La misma revista la clasificó como la actriz mejor pagada del mundo en 2018 y 2019, con ganancias en dólares respectivas de 40,5 millones y 56 millones. Fue la actriz más taquillera de 2016: sus estrenos Capitán América: Civil War y Hail, Caesar! recogieron 1200 millones de dólares en ganancias de taquilla. En 2025, en sumatoria de todos sus papeles protagónicos en el cine, sus películas totalizaron más de 15 mil millones de dólares recaudados solo en taquilla, lo que la convirtió hasta ese momento en la estrella de cine más taquillera de la historia, superando incluso a actores masculinos.
Trabajó como modelo en diferentes campañas publicitarias para Calvin Klein, Dolce & Gabbana, L'Oréal y Louis Vuitton, además de representar a la marca española Mango de 2009 a 2011. Los carteles y comerciales donde ejerció de figura principal para la fragancia Eternity Moment de Calvin Klein se integraron además al argumento de La isla (2005). Se convirtió en la primera celebridad de Hollywood en servir de imagen a un producto de champán francés, Moët & Chandon, en una campaña que englobaba eventos y comerciales. En enero de 2014, la compañía israelí SodaStream, que fabrica productos de carbonatación para el hogar, la contrató como su primera embajadora mundial; el acuerdo publicitario comenzó con un comercial de televisión que fue transmitido durante el Super Bowl XLVIII, el 2 de febrero de 2014. La retransmisión generó controversia, ya que SodaStream en ese momento operaba una fábrica situada en Cisjordania, territorio ocupado por Israel. En 2015, el Museo Madame Tussauds de Nueva York instaló una escultura de cera reproduciendo su figura anatómica.

## Vida personal

### Familia y relaciones

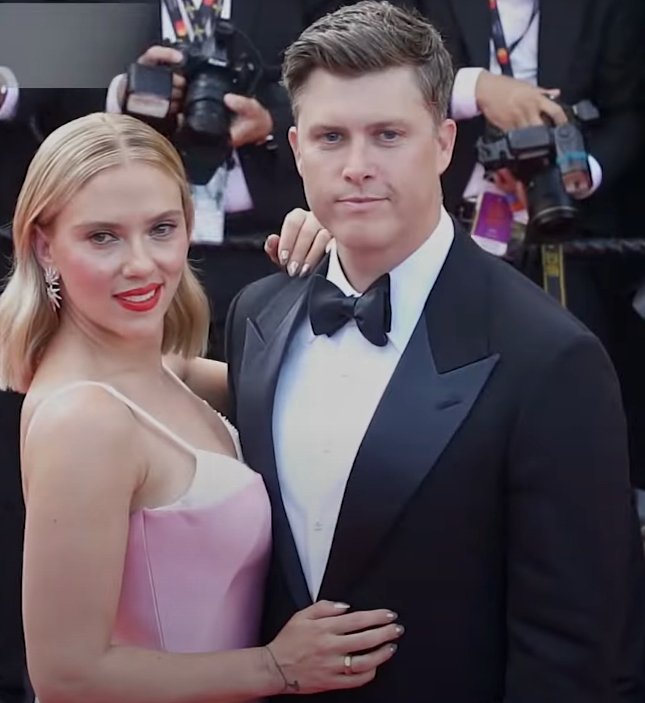
Scarlett Johansson y Colin Jost en el Festival de Cannes de 2023.

De 2001 a 2002, mientras asistía a la Professional Children's School, Johansson mantuvo una relación con su compañero de clase, Jack Antonoff. Tras el estreno de Lost in Translation en 2003, tuvo sendos romances con los actores Jared Leto y Patrick Wilson. Más tarde, fue pareja durante un período de dos años del coprotagonista de La dalia negra, Josh Hartnett, hasta finales de 2006. Según Hartnett, se separaron porque sus apretadas agendas los mantenían separados. En febrero de 2007 comenzó una relación sentimental con el actor canadiense Ryan Reynolds, con el que anunció su compromiso en una gala del Museo Metropolitano de Arte en mayo de 2008. Un año y medio después, la revista People anunció que la pareja se había casado en la más estricta intimidad en las afueras de Vancouver, Canadá. La misma publicación fue la encargada de difundir el comunicado con el que el matrimonio daba por finalizada su unión el 14 de diciembre de 2010, aunque el divorcio no se concretó hasta julio de 2011. Tras la separación de Reynolds, tuvo un breve idilio con el actor Sean Penn y una relación sentimental a lo largo de un año con el publicista Nate Naylor.
En noviembre de 2012 inició una relación amorosa con el periodista francés Romain Dauriac, dueño de una agencia de publicidad independiente. La pareja se comprometió en septiembre de 2013. En mayo de 2014, Pete Yorn, colaborador de su segundo álbum de estudio Break Up, desveló que la intérprete estaba embarazada. El 4 de septiembre de ese mismo año, Marcel Pariseau, portavoz de la actriz, confirmó que había dado a luz a una niña llamada Rose Dorothy Dauriac en Nueva York. La pareja se unió en matrimonio al mes siguiente del nacimiento de su hija en Montana. Tras anunciar su separación en enero de 2017, se enfrentaron en una batalla legal por la custodia de la menor y finalmente llegaron a un acuerdo que favoreció a la madre.
En mayo de 2017 comenzó una nueva relación con el comediante Colin Jost, con quien se comprometió dos años más tarde. Se casó por tercera vez en octubre de 2020 en una ceremonia íntima. El 6 de julio de 2021 anunció su segundo embarazo, el primero con su actual esposo. El 18 de agosto del mismo año, su representante confirmó que había dado a luz a su segundo hijo, Cosmo Jost. Johansson reside en Nueva York y Los Ángeles.

### En los medios de comunicación
En septiembre de 2011, tres fotografías donde posaba desnuda fueron hackeadas desde su correo electrónico personal y se filtraron intencionadamente en las redes informáticas. La actriz declaró que las imágenes íntimas fueron enviadas a su entonces esposo, Ryan Reynolds, tres años antes del incidente. A raíz de una investigación del FBI, el hacker fue arrestado, se declaró culpable y fue sentenciado a diez años de prisión. En 2014 Johansson ganó una demanda contra la editorial francesa JC Lattès por difamaciones vertidas en la novela La Première Chose qu'on regarde de Grégoire Delacourt. Se le otorgaron 3400 dólares de los 68 000 dólares que solicitaba en su querella.
La actriz ha criticado a los medios de comunicación por promover estereotipos corporales «poco realistas y poco saludables». Redactó un ensayo para The Huffington Post con el propósito de alentar a las personas a mantener un cuerpo sano. En mayo de 2024, después de rechazar una propuesta laboral de OpenAI consistente en la licencia de su voz para un chatbot, Johansson acusó a la compañía de copiar su timbre vocal para el proyecto sin su consentimiento. Si bien OpenAI manifestó que las voces se asemejaban de manera fortuita, retiró la aplicación software tras las correspondientes peticiones legales.

## Filantropía

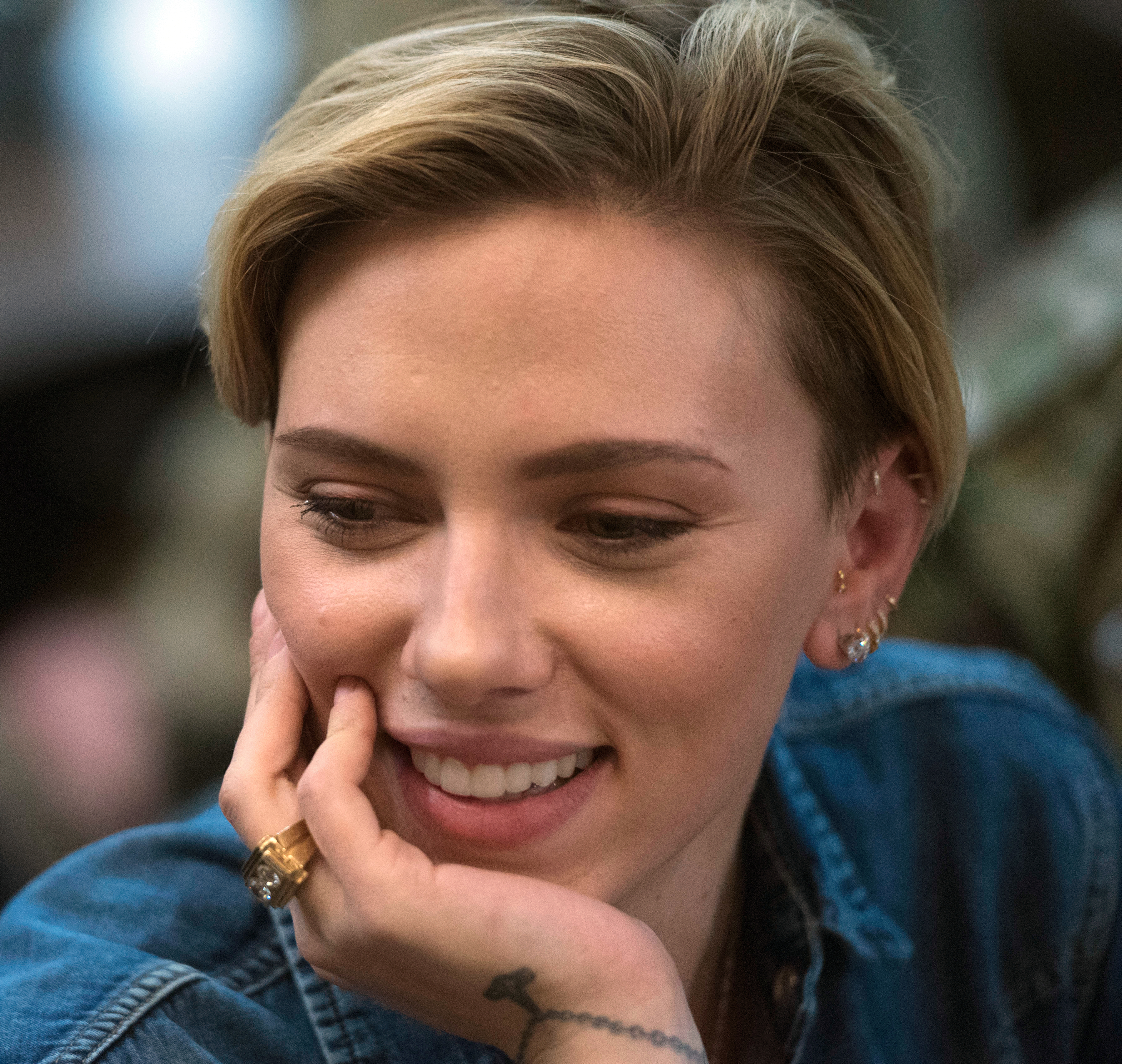
Johansson durante su segunda visita a las tropas estadounidenses en 2016.

Johansson ha apoyado diversas organizaciones benéficas, incluidas Aid Still Required, Cancer Research UK, Stand Up To Cancer, Too Many Women y USA Harvest que, entre sus diferentes funciones, prestan ayuda en situaciones de catástrofes naturales, recaudan fondos para la investigación sobre el cáncer y proporcionan alimentos a personas en situación de pobreza.
 En 2005 se convirtió en embajadora mundial de la agencia de ayuda y desarrollo Oxfam. Dos años después, participó en la campaña contra la pobreza ONE, organizada por Bono, vocalista de la banda U2. En enero de 2008 realizó un viaje de cinco días en el golfo Pérsico para insuflar ánimo a los soldados estadounidenses destinados en Kuwait y conocer algunas de las instalaciones de la tropa. En marzo del mismo año, un pujador con residencia en Reino Unido pagó 20 000 libras esterlinas en una subasta publicada en eBay, en beneficio de Oxfam. Ganó un tratamiento de peluquería y maquillaje, un par de entradas de cine y un viaje con chófer para acompañar a la actriz durante veinte minutos en el estreno mundial de He's Just Not That Into You.
A principios de 2014, renunció a su puesto en Oxfam luego de las críticas negativas recibidas por su promoción de SodaStream, cuya fábrica principal tenía su sede en Mishor Adumim, un asentamiento israelí en los territorios ocupados de Cisjordania; Oxfam se opone a todo comercio con tales asentamientos israelíes. La ONG manifestó su agradecimiento por las contribuciones de la actriz en la recaudación de fondos para luchar contra la pobreza. Junto con los coprotagonistas de Avengers, recaudó 500 000 dólares para las víctimas del huracán María.
En diciembre de 2016 realizó un segundo viaje para apoyar las Fuerzas Armadas de los Estados Unidos, acompañada de su compañero profesional Chris Evans, en el que visitaron las instalaciones militares de Kuwait, Turquía, Catar y Afganistán. En 2018 colaboró con 300 mujeres en Hollywood para establecer la iniciativa Time's Up, cuyo objetivo es proteger a las mujeres del acoso y la discriminación. También participó en la Marcha de las Mujeres de 2018 en Los Ángeles, donde habló sobre temas como los abusos de poder y compartió su propia experiencia. Recibió duras críticas por acusar al actor James Franco de conducta sexual inapropiada por las imputaciones que pesaban sobre él de diferentes mujeres, cuando en el pasado había trabajado con Woody Allen en medio de las acusaciones de su hija Dylan Farrow.
Ha brindado apoyo a Operation Warrior Wellness, una división de la Fundación David Lynch que guía a los veteranos de guerra en el aprendizaje de la meditación trascendental. Su tío abuelo, Phillip Schlamberg, fue el último piloto estadounidense en morir durante la Segunda Guerra Mundial. Su fallecimiento se produjo en el transcurso de una misión de bombardeo con Jerry Yellin, quien se convirtió en cofundador de Operation Warrior Wellness.

## Activismo político

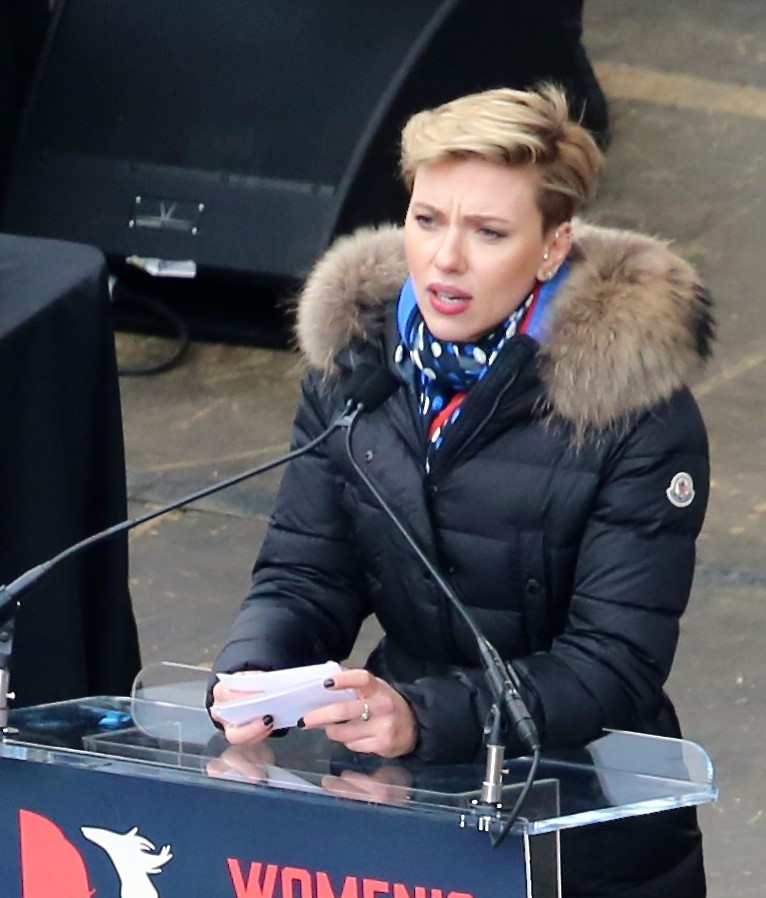
Johansson dando un discurso en la Marcha de las Mujeres de 2017.

Johansson se registró como independiente, al menos hasta 2008, e hizo campaña por el candidato demócrata John Kerry en las elecciones presidenciales de Estados Unidos de 2004. Cuando George W. Bush fue finalmente reelegido ese año, confesó sentirse decepcionada.
En enero de 2008 llevó a cabo una campaña de apoyo para el candidato demócrata Barack Obama que incluía presentaciones en Iowa dirigidas a los votantes más jóvenes, un evento en la Universidad Cornell y una conferencia en la Universidad de Carleton en Northfield, Minnesota, el Supermartes de 2008. Participó en el video musical, dirigido por Jesse Dylan, de la canción «Yes We Can» del rapero will.i.am, cuya letra está inspirada en el mitin de Obama en Nuevo Hampshire tras las primarias de 2008. En febrero de 2012 organizó un lanzamiento de moda de ropa y accesorios junto con la periodista Anna Wintour, cuyas ganancias fueron destinadas a la campaña de reelección de Obama. En septiembre de ese mismo año, pronunció un discurso en la Convención Nacional Demócrata en el que pidió una mayor participación de los votantes más jóvenes y la reelección de Obama. Animó a las mujeres a votar por él y condenó a Mitt Romney por su oposición a la organización sin ánimo de lucro Planned Parenthood.
En 2013 manifestó su apoyo a Scott Stringer, presidente del condado de Manhattan, en su candidatura para la presidencia de la ciudad de Nueva York a través de la organización de una serie de eventos para recaudar fondos. Con el objetivo de animar a la ciudadanía a votar en las elecciones presidenciales de 2016, en las que Johansson respaldaba a Hillary Clinton, apareció en un anuncio comercial junto a su coprotagonista del Universo Cinematográfico de Marvel, Robert Downey Jr., y Joss Whedon. En 2017 ofreció un discurso en la Marcha de las Mujeres en Washington centrado sobre la presidencia de Donald Trump, en el que afirmó que no votó por el presidente, pero que le apoyaría si trabajara por los derechos de las mujeres y dejara de retirar fondos federales para Planned Parenthood. En las primarias presidenciales demócratas de 2020, dio su respaldo a Elizabeth Warren, a la que definió como «reflexiva y progresista, pero realista».
En diciembre de 2020, tres miembros de la Iniciativa Egipcia para los Derechos Personales, una organización egipcia de derechos civiles, fueron liberados de prisión en Egipto, luego de que Johansson describiera las circunstancias de la detención y exigiera la liberación de las tres personas. Durante las elecciones presidenciales de Estados Unidos de 2024, la actriz participó en una videollamada en apoyo a Kamala Harris junto a otros actores de Marvel Studios.

## Filmografía
- North (1994)
- Just Cause (1995)
- If Lucy Fell (1996)
- Manny & Lo (1996)
- Fall (1997)
- Home Alone 3 (1997)
- The Horse Whisperer (1998)
- My Brother the Pig (1999)
- The Man Who Wasn't There (2001)
- Ghost World (2001)
- La pesadilla de Susi (2001)
- Eight Legged Freaks (2002)
- Lost in Translation (2003)
- Girl with a Pearl Earring (2003)
- The Perfect Score (2004)
- A Love Song for Bobby Long (2004)
- A Good Woman (2004)
- Bob Esponja: La película (2004)
- In Good Company (2004)
- Match Point (2005)
- La isla (2005)
- Scoop (2006)
- La dalia negra (2006)
- The Prestige (2006)
- The Nanny Diaries (2007)
- The Other Boleyn Girl (2008)
- Vicky Cristina Barcelona (2008)
- The Spirit (2008)
- He's Just Not That Into You (2009)
- Iron Man 2 (2010)
- We Bought a Zoo (2011)
- The Avengers (2012)
- Hitchcock (2012)
- Don Jon (2013)
- Her (2013)
- Under the Skin (2013)
- Captain America: The Winter Soldier (2014)
- Chef (2014)
- Lucy (2014)
- Avengers: Age of Ultron (2015)
- Hail, Caesar! (2016)
- El libro de la selva (2016)
- Capitán América: Civil War (2016)
- Sing (2016)
- Ghost in the Shell (2017)
- Rough Night (2017)
- Isla de perros (2018)
- Avengers: Infinity War (2018)
- Capitana Marvel (2019)
- Avengers: Endgame (2019)
- Historia de un matrimonio (2019)
- Jojo Rabbit (2019)
- Black Widow (2021)
- Sing 2 (2021)
- Asteroid City (2023)
- My Mother's Wedding (2023)
- Fly Me to the Moon (2024)
- Transformers One (2024)
- The Phoenician Scheme (2025)
- Jurassic World: Rebirth (2025)

## Discografía
Álbumes de estudio
- Anywhere I Lay My Head (2008)
- Break Up (2009)